# Colonisation de l'espace
Vous lisez un « bon article » labellisé en 2008.
Pour les autres significations, voir colonisation de l'espace dans la fiction.

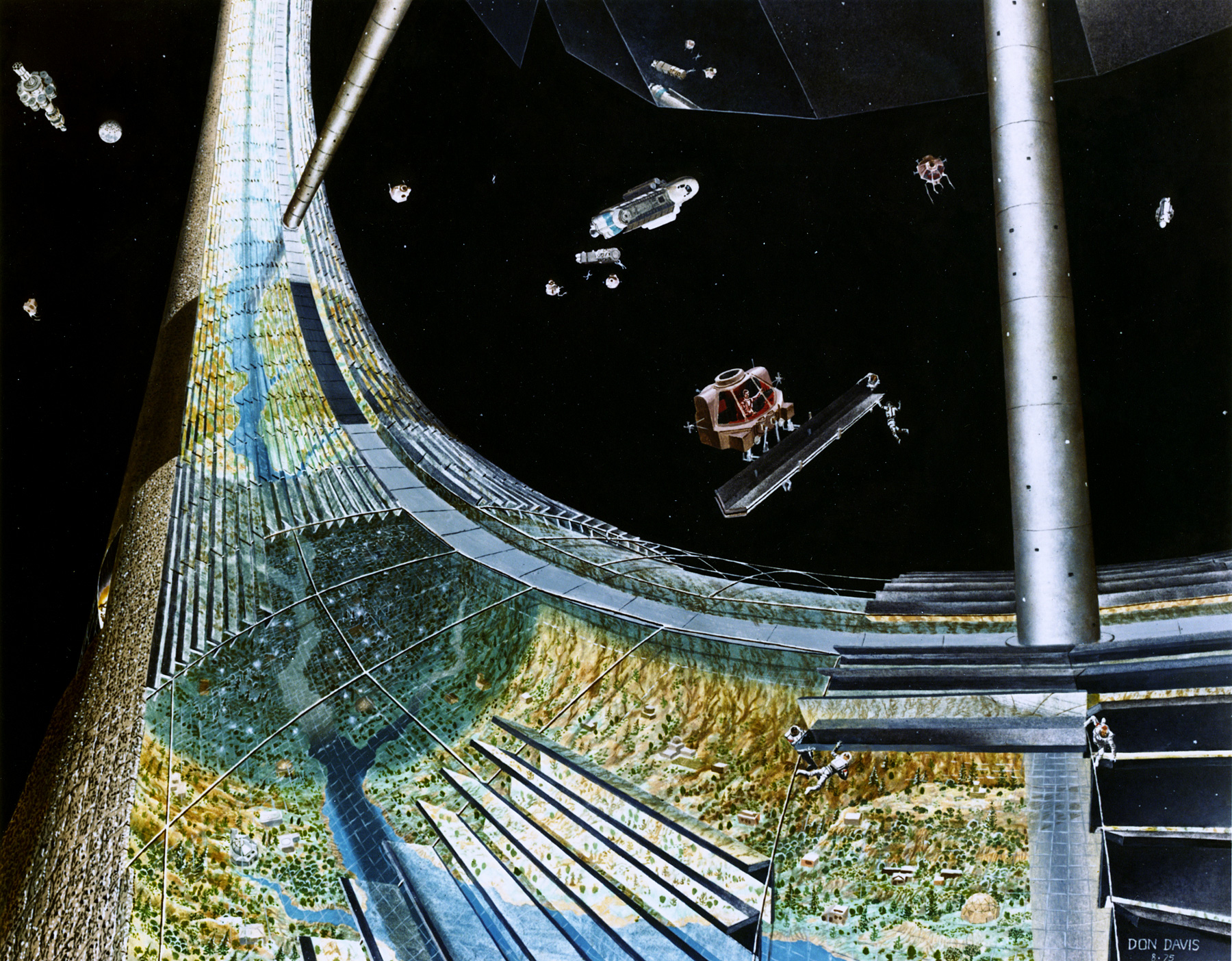
Habitat spatial en construction de type tore de Stanford, dessin d'artiste pour la NASA, 1975.

La colonisation de l'espace, ou colonisation spatiale, est au-delà d'un sujet classique de fiction, un projet astronautique d'habitation humaine permanente et en grande partie auto-suffisante en dehors de la Terre. Elle est liée à l'exploration spatiale.
Plusieurs groupes de développement de la NASA, de l'ESA, des Agences spatiales russe et chinoise ainsi que d'autres scientifiques ont étudié la faisabilité de projets de colonies spatiales en divers endroits du Système solaire. Bien qu'ils aient déterminé qu'il y a des matières premières exploitables sur la Lune et les astéroïdes géocroiseurs, que l'énergie solaire est disponible en grande quantité et qu'aucune nouvelle découverte scientifique majeure n'est nécessaire, ils ont évalué qu'il faudrait des prouesses techniques d'ingénierie, une meilleure connaissance de l'adaptation humaine à l'espace et surtout d'énormes moyens financiers pour concrétiser de tels projets. Presque tous les projets sont donc réduits à un niveau d'évaluation théorique ou ont même été abandonnés.
La seule présence humaine permanente dans l'espace est actuellement celle de la station spatiale internationale, qui n'est cependant pas autonome. En 2008, l'unique projet avec un plan de financement était une base permanente de quatre astronautes sur la Lune qui utiliserait des ressources locales prévue par la NASA pour 2019-2024, mais son budget a été remis en question en 2010. L'ESA, ainsi que les agences spatiales russe, japonaise et chinoise projettent quant à elles d'établir un avant-poste sur la Lune après 2025.
D'autres études théoriques de colonies spatiales situées sur d'autres satellites naturels, astéroïdes ou planètes comme Mars ont été étudiées par les scientifiques, et certains d'entre eux pensent que les premières colonies pourraient être des stations spatiales situées en orbite planétaire ou solaire. Des études encore plus prospectives et ambitieuses ont été réalisées, depuis la colonisation des lunes de Jupiter jusqu'à l'établissement de colonies de centaines de milliers d'individus ou de la terraformation de certaines planètes, mais celles-ci sont encore plus théoriques et nécessiteront de grandes avancées scientifiques et techniques qui ne seront possibles qu'à très long terme.
Le directeur de la NASA jusqu'en 2009, Michael Griffin, a identifié la colonisation de l'espace comme étant l'objectif ultime des programmes spatiaux actuels, mais la nécessité pour l'humanité de coloniser l'espace dans un futur proche ou lointain n'est cependant pas unanimement acceptée par la communauté scientifique, et un débat a toujours lieu à ce sujet.

## Histoire scientifique
« La Terre est le berceau de l'humanité, mais on ne passe pas sa vie entière dans un berceau. »

— Constantin Tsiolkovski, Lettre adressée à son ami, l'ingénieur Boris Vorobiev, le 12 août 1911
Le concept de colonisation de l'espace est étroitement lié à celui du vol spatial, de l'astronautique et la conquête de l'espace et repose sur les mêmes pères fondateurs.
Le pionnier de l'astronautique russe, Constantin Tsiolkovski, est le premier à évoquer le concept de la colonisation de l'espace de manière scientifique dans son ouvrage de 1903, La fusée dans l'espace cosmique, où il décrit l'utilisation de l'énergie solaire, d'une gravité artificielle par rotation et l'utilisation d'une serre pour créer un écosystème fermé. Il est également le premier à concevoir le projet d'un ascenseur spatial dans son livre de 1895 Spéculations sur la Terre et le ciel et sur Vesta. Il résume son point de vue sur l'avenir de l'humanité dans une de ses citations les plus célèbres :

« La Terre est le berceau de l'humanité, mais on ne passe pas sa vie entière dans un berceau. »

Le physicien allemand Hermann Oberth propose, en 1923, l'utilisation de stations orbitales permanentes et de voyages interplanétaires dans un livre qui est sa thèse de doctorat rejetée comme utopiste par l'université de Munich mais acceptée par l'université Babeş-Bolyai de Roumanie la même année.

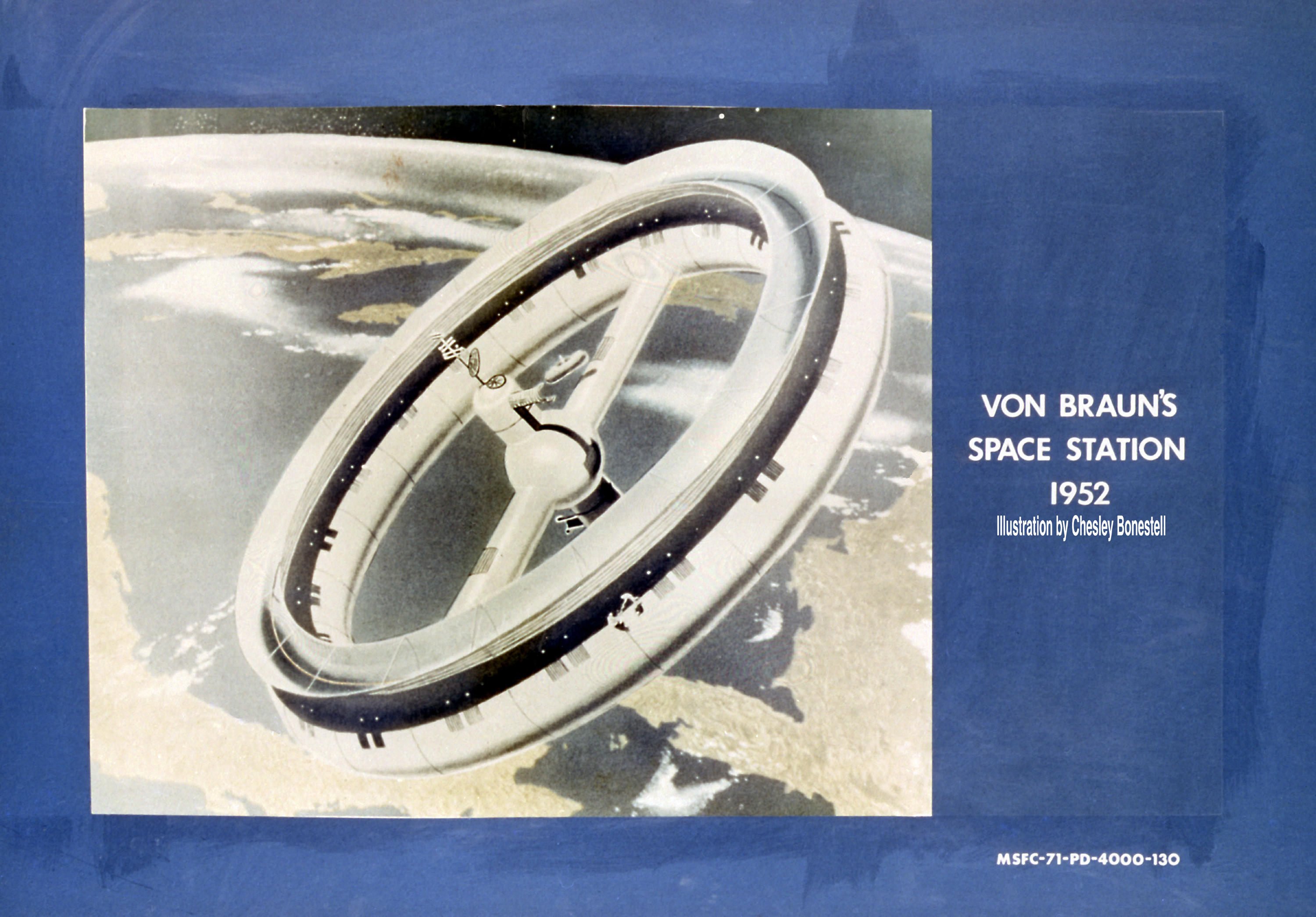
Projet de station orbitale par Wernher von Braun, 1952.

Le scientifique slovène Herman Potočnik est le premier à concevoir une station orbitale en forme de roue placée en orbite géostationnaire. Un des anciens assistants d'Oberth, l'astronauticien Wernher von Braun, reprend en 1952 les idées de Potočnik avec le projet d'une station spatiale en forme de roue tournant sur elle-même afin d'assurer une gravité artificielle d'un diamètre de 75 mètres servant de poste avancé et de camp de base pour une installation permanente sur la Lune dans la région de Sinus Roris et pour l'exploration de Mars. L'Américain Robert Goddard, un autre père de l'astronautique, est le premier à évoquer l'idée d'utilisation d'une arche spatiale à propulsion nucléaire afin de sauver l'humanité d'un Soleil mourant et de l'emmener vers un autre système planétaire. La peur d'une critique scientifique lui fit placer le manuscrit dans une enveloppe scellée et il ne fut publié que 50 ans après. L'utilisation de ressources extraterrestres pour la conquête de l'espace est également énoncée par Goddard en 1920.
L'astrophysicien suisse Fritz Zwicky en 1948 et l'astronome américain Carl Sagan en 1961 sont les premiers à émettre l'idée d'une terraformation afin de transformer les conditions de vie d'un monde pour que l'humanité puisse le coloniser. Le physicien anglais Freeman Dyson met en avant en 1960 le concept qu'une civilisation avancée pourrait avoir complètement entouré son étoile d'habitats spatiaux ou d'astéroïdes, créant ainsi une sphère de Dyson.
En 1975 la NASA publie une série d'études sur le sujet, réalisée en collaboration avec plusieurs universités. Ce rapport estime que pour que la colonisation spatiale soit possible, des milliers de lancements sont à envisager, ce qui nécessiterait un système de lancement bien plus économique que les fusées consommables de l'époque. C'est dans ce contexte qu'est développée la navette spatiale américaine, initialement un lanceur réutilisable, mais qui ne sera finalement que partiellement réutilisable en raison des coûts de développement et des restrictions budgétaires à la suite de l'arrêt progressif de la course à l'espace après la conquête de la Lune.
Le physicien américain Gerard K. O'Neill, dans son livre de 1977 La Haute Frontière : colonies humaines dans l'espace, développe l'idée d'une colonisation massive avec des habitats spatiaux gigantesques.
Après une pause en raison de l'arrêt de la course à l'espace qui était liée à la guerre froide, le concept de colonisation de l'espace devient moins ambitieux mais plus réaliste, avec l'établissement de la station spatiale internationale de bases permanentes sur la Lune et ensuite sur Mars par la mise en place d'un programme à moyen et long terme de la NASA et de l'ESA. De nombreux autres projets de colonisation du Système solaire sont aussi étudiés par les scientifiques depuis des dizaines d'années, mais aucun n'a eu de financements assurés comme celui de la NASA.

## Ressources et technologies nécessaires
Construire des colonies dans l'espace demande de la main-d'œuvre, de la nourriture, des matériaux de construction, de l'énergie, des transports, des communications, un environnement viable incluant la gravité et la protection contre les radiations. Pour être viable, une colonie devra être située de façon à favoriser l'accès à ces différentes ressources. Les parties suivantes développent les points étudiés par les études des scientifiques et des différentes agences spatiales.

### Transport

#### Accès à l'espace

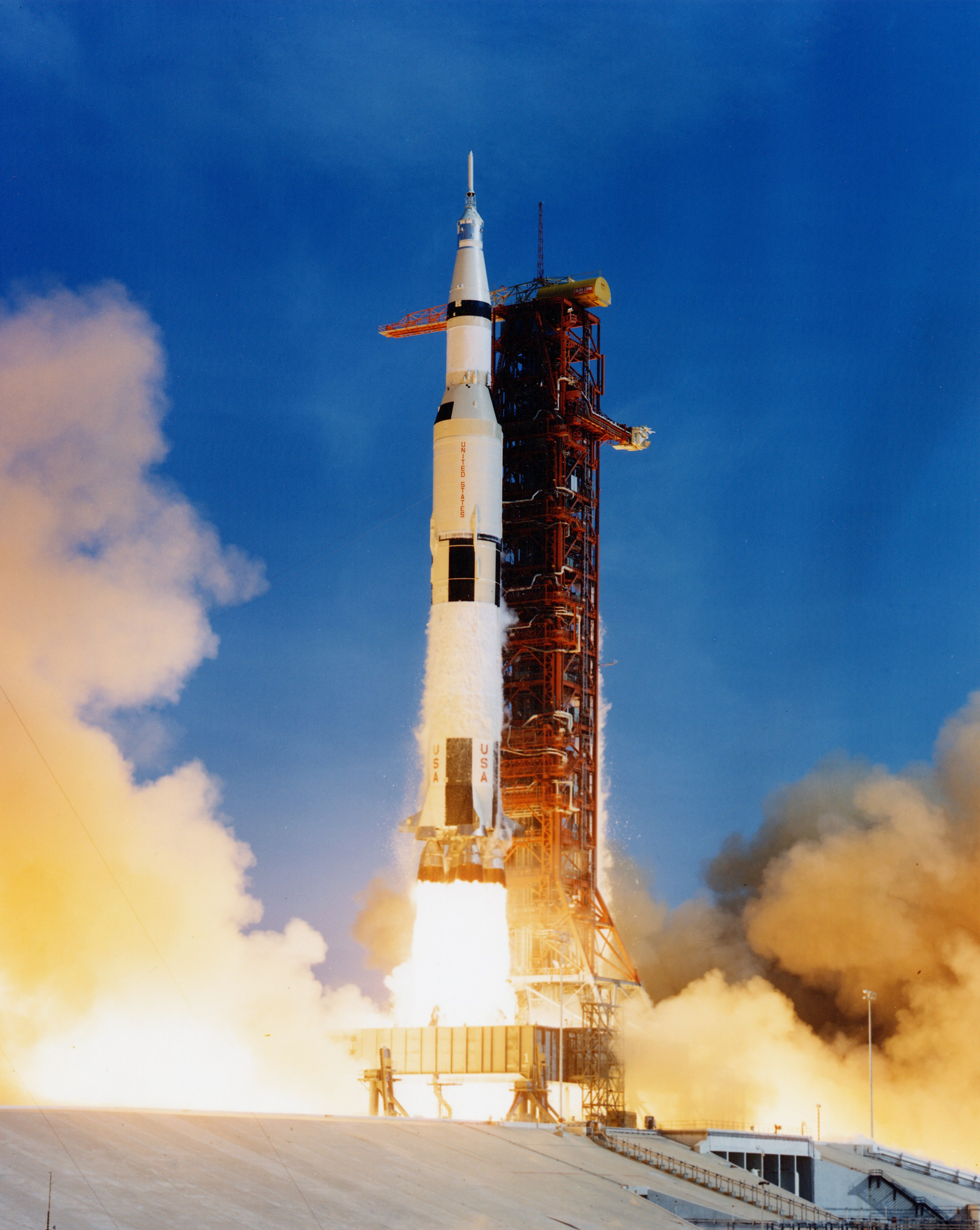
Décollage de la mission Apollo 11 à bord d'une fusée Saturn V le 16 juillet 1969.

Depuis les débuts de la conquête spatiale et les premières fusées dans les années 1960, la technologie de l'accès à l'espace depuis la Terre n'a pas évolué de façon majeure, et reste fondée sur des lanceurs spatiaux consommables en dehors de la navette spatiale américaine qui a arrêté son service en 2011. Les technologies actuelles permettent d'obtenir un indice constructif, c'est-à-dire le rapport entre la masse des structures et la masse des ergols, de l'ordre de 10 %. Pour mettre en orbite basse des charges allant de quelques tonnes à quelques dizaines de tonnes au maximum, cela conduit à des lanceurs à plusieurs étages, pouvant peser des centaines de tonnes au décollage. La masse de la charge utile ne représente que quelques pour cent de la masse du lanceur au décollage. La masse à laquelle un lanceur peut donner la vitesse de libération qui permet d'échapper à l'attraction terrestre, soit 11 km/s, est 4 à 5 fois plus faible que la performance en orbite basse qui nécessite 8 km/s, ce qui multiplie le coût au kg d'autant.
Le coût est actuellement de plusieurs milliers d'euros par kg mis en orbite, en excluant les coûts de développement du lanceur. La fusée Ariane 5 peut envoyer 20 tonnes en orbite basse pour un coût de lancement de l'ordre de 150 millions d'euros, soit 7 500 euros par kg de charge utile. Pour le ravitaillement de la station spatiale internationale en orbite basse, cela se chiffre de 11 300 euros par kg pour le vaisseau russe Progress à 43 000 euros par kg pour le véhicule automatique de transfert européen. Il faut compter 14 000 euros pour envoyer des charges utiles légères en orbite basse avec le futur lanceur Vega. Pour envoyer une charge utile de plus de 100 tonnes en orbite basse, ou 47 tonnes sur la Lune, il faut construire une fusée gigantesque munie de grands réservoirs pour stocker le carburant et le comburant. Un exemple d'une telle fusée est le lanceur Saturn V qui coûtait à lui seul un tiers du budget du programme Apollo en développement et lancement, soit plus de 6,4 milliards de dollars de l'époque.
Malgré ces chiffres élevés, le coût de lancement est marginal dans le coût total de certaines missions spatiales hors les coûts de développement du lanceur. Par exemple les 422 millions de dollars de coût du lanceur par la très onéreuse Titan IV ne représentent que 13 % des 3.27 milliards de dollars du budget de la Mission Cassini-Huygens.
Cependant, le coût du transport jusqu'à l'orbite terrestre et au-delà est considéré comme une des principales limites à la conquête spatiale d'après la NASA qui pense résoudre le problème en utilisant des fusées bien plus légères grâce à de nouveaux matériaux, ou en utilisant pour la colonisation les ressources de planètes, lunes ou astéroïdes avec une gravité bien plus faible que celle de la Terre et donc des coûts réduits pour le transport comme étudié par Robert Zubrin ou O'Neill et la NASA. Il y a aussi des projets théoriques à très long terme pour construire un ascenseur spatial, mais de nombreux problèmes restent à résoudre.

#### Transports dans le Système solaire

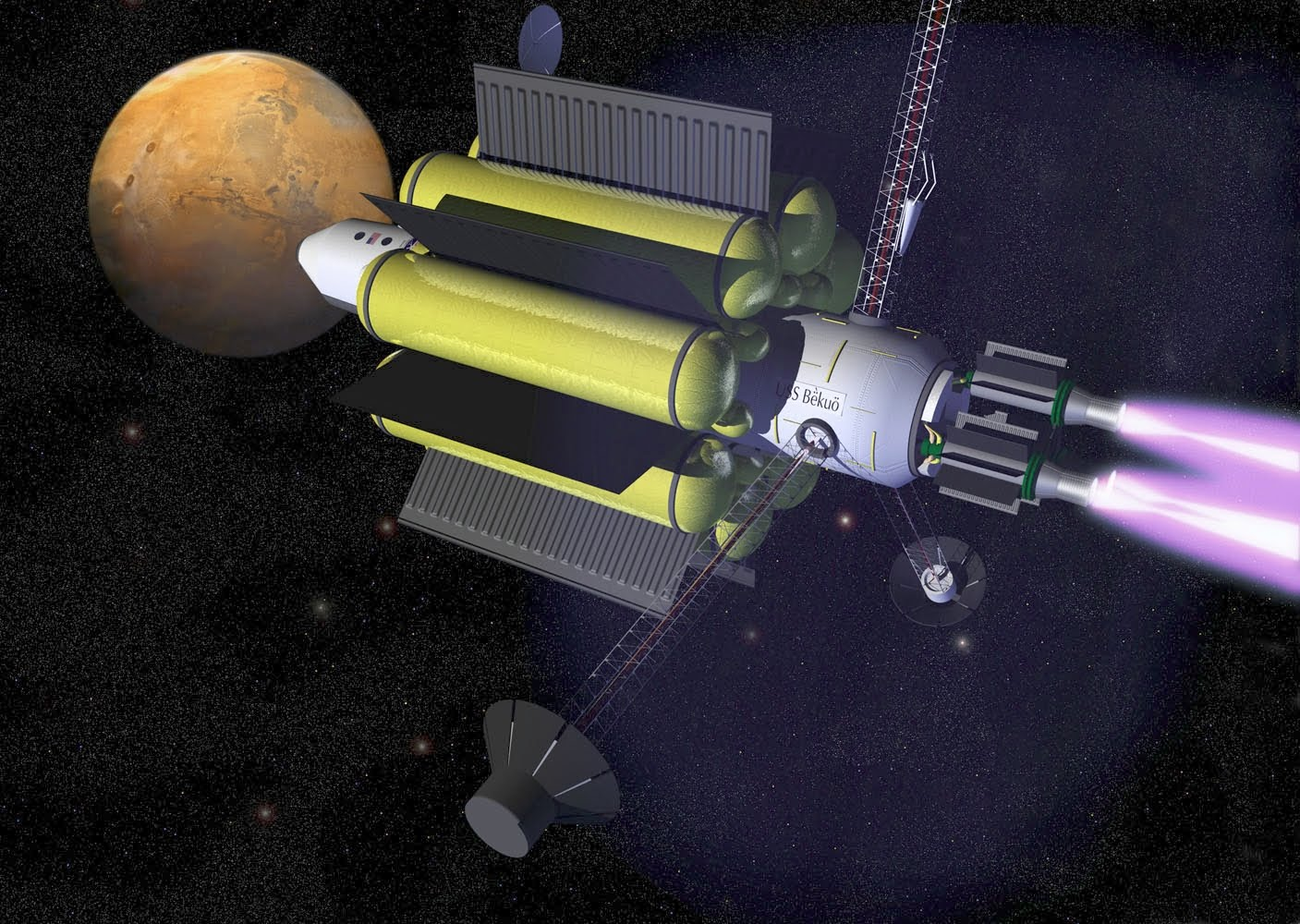
Vaisseau interplanétaire à propulsion électromagnétique à plasma VASIMR (Vue d'artiste pour la NASA).

Des moyens de transport utilisant des ressources extérieures à la Terre pour la propulsion réduiraient les coûts de manière significative. Des carburants expédiés depuis la Terre coûteraient bien trop cher même avec les innovations exposées ci-dessus.
D'autres technologies comme la propulsion captive, le VASIMR, le moteur ionique, la fusée solaire thermique, la voile solaire et la propulsion nucléaire thermique peuvent toutes réduire potentiellement le problème des coûts et de durée de transport une fois dans l'espace. La propulsion VASIMR pourrait réduire la durée de transport entre la Terre et Mars, qui est de deux ans actuellement, à seulement 39 jours.
Sur la Lune, une possibilité étudiée par la NASA est de construire une catapulte électromagnétique pour lancer les matières premières aux installations en orbite pour un coût bien moins élevé que des matières premières expédiées depuis la Terre,. D'après des études théoriques réalisées par Jerome Pearson, consultant pour la NASA, un ascenseur spatial lunaire pourrait être utilisé. Contrairement à l'ascenseur spatial terrestre, il peut être construit avec des technologies existantes mais aucun programme de construction n'a encore été fixé.

### Matériaux
Pour approvisionner les colonies orbitales, lancer des matériaux depuis la Terre reviendrait très cher, aussi des scientifiques, comme Robert Zubrin, pensent faire venir les matières premières de la Lune, de Cérès, des astéroïdes géocroiseurs, Phobos ou Déimos, où les forces gravitationnelles sont très inférieures et où il n'y a ni atmosphère, ni biosphère endommageable. Les colonies sur la Lune et sur Mars pourront utiliser les ressources locales, bien que la Lune ait des quantités insuffisantes en hydrogène, en carbone et en azote mais beaucoup en oxygène, en silicium et en métaux. Les astéroïdes géocroiseurs contiennent de grandes quantités de métaux, oxygène, hydrogène et carbone, ainsi qu'un peu d'azote mais pas suffisamment pour éviter un approvisionnement depuis la Terre. Plus éloignés, les astéroïdes troyens semblent être à haute teneur en glace d'eau et autres matériaux volatils.

### Énergie

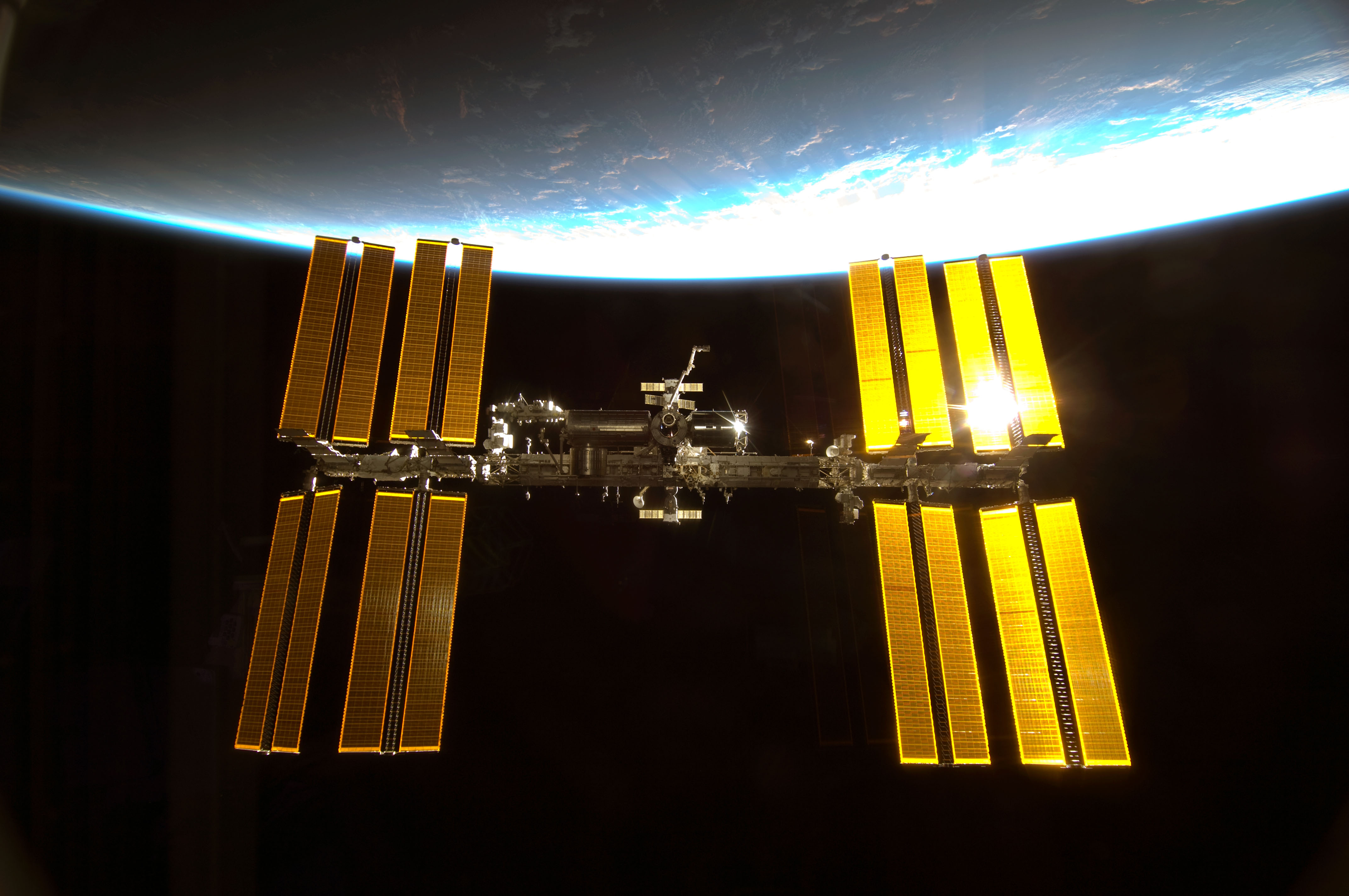
La station spatiale internationale et ses panneaux solaires vus depuis la mission STS-130 en approche.

L'énergie solaire, abondante et fiable en orbite terrestre, est communément utilisée par les satellites et la station spatiale internationale aujourd'hui. Il n'y a pas de nuit dans l'espace, pas de nuages, ni d'atmosphère pour bloquer la lumière du Soleil. L'énergie solaire disponible en watts par mètre carré à n'importe quelle distance d du Soleil peut être calculée par la formule E = 1366/d2 ; d étant mesuré en unité astronomique.
De grandes structures seront nécessaires pour convertir l'énergie solaire en électricité pour les pionniers. Sur Terre, la moyenne de consommation des pays développés est de 2 à 6 kilowatts.heures par personne (ou 10 mégawatts.heures par personne et par an), les besoins dans l'espace seront sans doute bien plus grands, deux panneaux solaires de la station spatiale internationale sur huit pouvant déjà répondre aux besoins de trente habitations moyennes terrestres. Entre 1978 et 1981, le Congrès des États-Unis autorise la NASA et le DOE à étudier le concept. Ils organisent le Programme d'évaluation et de développement de satellites de production d'énergie qui reste l'étude la plus complète jamais réalisée sur le sujet,. Particulièrement en impesanteur, la lumière solaire peut être utilisée directement avec des fours solaires faits de toiles métalliques ultralégères pouvant générer des températures de plusieurs milliers de degrés ou pour réfléchir la lumière solaire sur des cultures, le tout pour un coût quasiment nul. L'énergie pourrait même être un produit d'exportation pour les colonies spatiales en utilisant une transmission d'énergie sans fil par rayons de micro-ondes depuis des centrales solaires orbitales à destination de la Lune ou de la Terre.
La Lune a des nuits de deux semaines, mais les zones situées aux pôles lunaires ont un ensoleillement permanent. Mars est plus loin du Soleil et subit parfois des tempêtes de poussières atténuant un peu l'intensité de son rayonnement. Néanmoins, son atmosphère filtre moins le rayonnement solaire que celle de la Terre, ce qui permet d'espérer une exploitation de l'énergie solaire avec une efficacité du même ordre, avec en plus, une plus grande régularité d'ensoleillement.
L'énergie nucléaire resterait donc une alternative pour une énergie continue sur ces corps célestes, mais aucun minerai d'uranium n'ayant encore été détecté, il faudrait apporter la matière première depuis la Terre comme cela est prévu pour les missions martiennes par la NASA. Le développement de la fusion nucléaire serait un avantage pour les colonies, l'hélium 3 étant présent sur de nombreux corps du Système solaire dont la Lune, dans le régolite de surface et les géantes gazeuses. Une des grandes difficultés de l'utilisation de l'énergie solaire thermique ou de l'énergie nucléaire dans des environnements avec peu ou pas d'atmosphère sera de disperser l'inévitable chaleur générée du cycle de Carnot. Cela requerrait de grandes surfaces radiantes pour disperser la chaleur par rayonnement infrarouge.

### Communications
Comparée aux autres besoins, la communication est facile pour l'orbite terrestre ou lunaire, la plupart des communications actuelles passant déjà par satellite. Cependant les communications avec Mars et au-delà souffriront de retards dus à la propagation de la lumière et autres phénomènes ondulatoires. Pour Mars, cela représente de 3 à 22 minutes selon sa proximité avec la Terre (pour une communication simple sans réponse) et plus longtemps pour les colonies plus éloignées. Les communications avec des colonies situées autour d'autres étoiles se chiffreraient en années pour les plus proches.

### Habitabilité

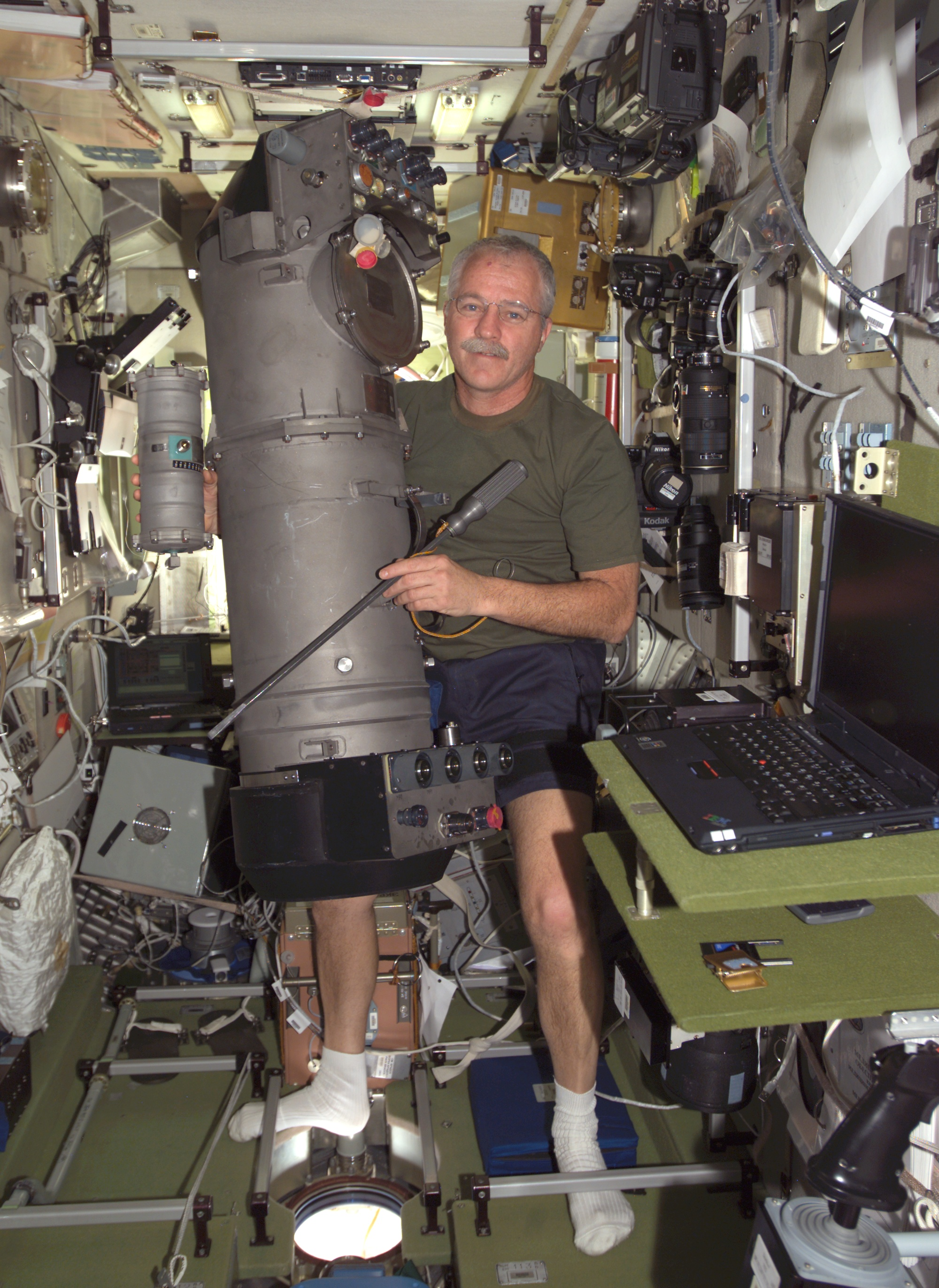
L'officier scientifique et ingénieur de vol John L. Phillips répare un système de génération d'oxygène Elektron de fabrication russe à bord de l'ISS, mai 2005.

Une relation de survie entre des organismes, leur habitat et un environnement extra-terrestre peut être effectuée de trois manières différentes, ou par combinaison de celles-ci :
- organismes et habitats complètement isolés de l'environnement avec une biosphère artificielle, tel Biosphère II ou autre système de support de vie ;
- changer l'environnement pour qu'il devienne un habitat viable avec une terraformation[13] ;
- changer les organismes pour qu'ils deviennent adaptés à leur nouvel environnement à l'aide du génie génétique ou par la création de cyborgs, comme évoqué par le transhumanisme.

Les deux dernières solutions étant encore du domaine de la science-fiction ou du théorique, le système de support de vie est la solution immédiate. Les colons auront en effet besoin d'air, d'eau, de nourriture, de gravité et d'une température adéquate pour survivre de longues périodes. Sur Terre, la biosphère fournit tout cela. Dans les installations spatiales, un système relativement réduit et en circuit fermé devra recycler tous les éléments nécessaires à la vie sans aucune panne possible. La NASA et l'ESA étudient les diverses possibilités de systèmes de support de vie qui vont bien plus loin au niveau recyclage des déchets que ce qui est actuellement utilisé sur la station spatiale internationale,,.
Le plus proche système de support de vie actuel est sûrement celui du sous-marin nucléaire. Il utilise des systèmes mécaniques pour subvenir aux besoins humains pendant des mois sans faire surface. Cependant, ces sous-marins relâchent du dioxyde de carbone bien qu'ils recyclent l'oxygène. Le recyclage du CO2 a été envisagé en littérature en utilisant la réaction de Sabatier ou la réaction de Bosch.
Pour les missions martiennes, la NASA prévoit trois systèmes de survie redondants afin d'éviter toute panne critique. Deux sont basés sur des systèmes de purification et transformation chimique comme ceux utilisés dans la navette spatiale. Le troisième utilise des plantes cultivées localement pour produire de l'eau et de l'oxygène pour les astronautes, mais cette dernière technologie doit être encore validée.
Le projet Biosphère II, en Arizona, a montré qu'une biosphère petite, complexe, confinée et artificielle pouvait supporter 8 personnes pour une durée d'au moins un an, bien qu'il y ait eu de nombreux problèmes. Après un an, alors que la mission devait durer deux ans, il a fallu que Biosphère II se réapprovisionne en oxygène.
Au-delà de Biosphère II, des stations de recherche en environnements hostiles comme la base Amundsen-Scott en Antarctique ou celle de Flashline Mars Arctic Research Station de l'île Devon, peuvent aussi fournir une expérience de la construction et de l'opération d'avant-poste sur d'autres mondes. La Mars Desert Research Station, maintenue par la Mars Society, est un habitat construit pour ces raisons dans le désert de l'Utah. Pour cette dernière, si le terrain ressemble à celui de Mars, les températures sont bien plus chaudes et le climat environnant n'est pas le plus inhospitalier sur Terre.

## Risques et contraintes sur la santé

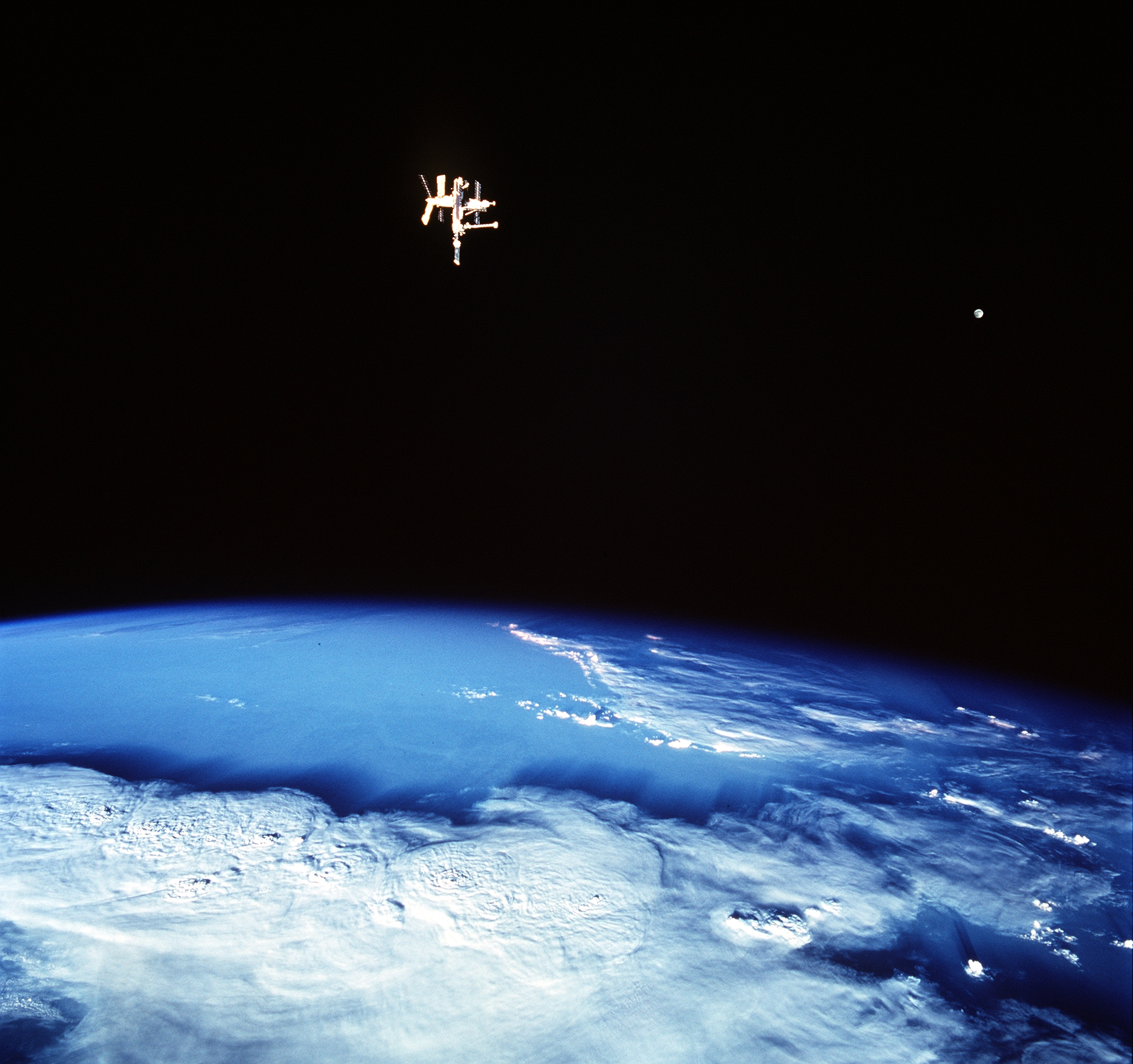
De nombreuses données concernant les effets sur la santé des vols spatiaux de longues durées ont été collectées grâce aux études réalisées sur les cosmonautes russes. Ici la station Mir et la Lune, juin 1998.

La NASA a défini 45 risques - répartis en 16 disciplines - associés à la santé, la sécurité et les performances d'un équipage durant une mission spatiale, et qui affecteraient donc aussi des colons dans l'espace ou sur une planète à faible gravité nécessitant un habitat. Les principaux risques répertoriés concernent :
- l'ostéoporose[47], incluant un risque accéléré de perte et de fracture osseuse, une réparation osseuse altérée, etc. ;
- les atteintes cardio-vasculaires[48], troubles du rythme cardiaque et diminution des fonctions cardio-vasculaires ;
- les risques immunologiques et infectieux[49], dysfonctionnement immunitaire ; allergies et auto-immunité ; modification des interactions entre les microbes et l'hôte ;
- les altérations des muscles squelettiques[50], réduction de la masse, de la force et de l'endurance musculaire ; susceptibilité accrue aux lésions musculaires ;
- les problèmes d'adaptation sensorielle et motrice[51], diminution des capacités pour la réalisation de tâches opérationnelles durant le vol, l'entrée, l'atterrissage et réadaptation ; cinétose ;
- les problèmes d'ordre nutritionnel[52],[53], nutrition inadaptée... ;
- les problèmes comportementaux et liés au facteur humain[54], mauvaise adaptation psychologique ; problèmes neuro-comportementaux ; inadéquation entre les capacités cognitives de l'équipage et les tâches demandées ; manque de sommeil et désorganisation des rythmes circadiens ;
- problèmes liés aux rayonnements spatiaux[55], carcinogénèse ; risques sur le système nerveux central ; risques tissulaires chroniques et dégénératifs... ;
- et les risques environnementaux[56],[57], contamination de l'air et de l'eau ; maintien d'une atmosphère acceptable, d'une eau potable, d'un équilibre thermique dans les parties habitables et gestion des déchets.

### Vie en faible gravité

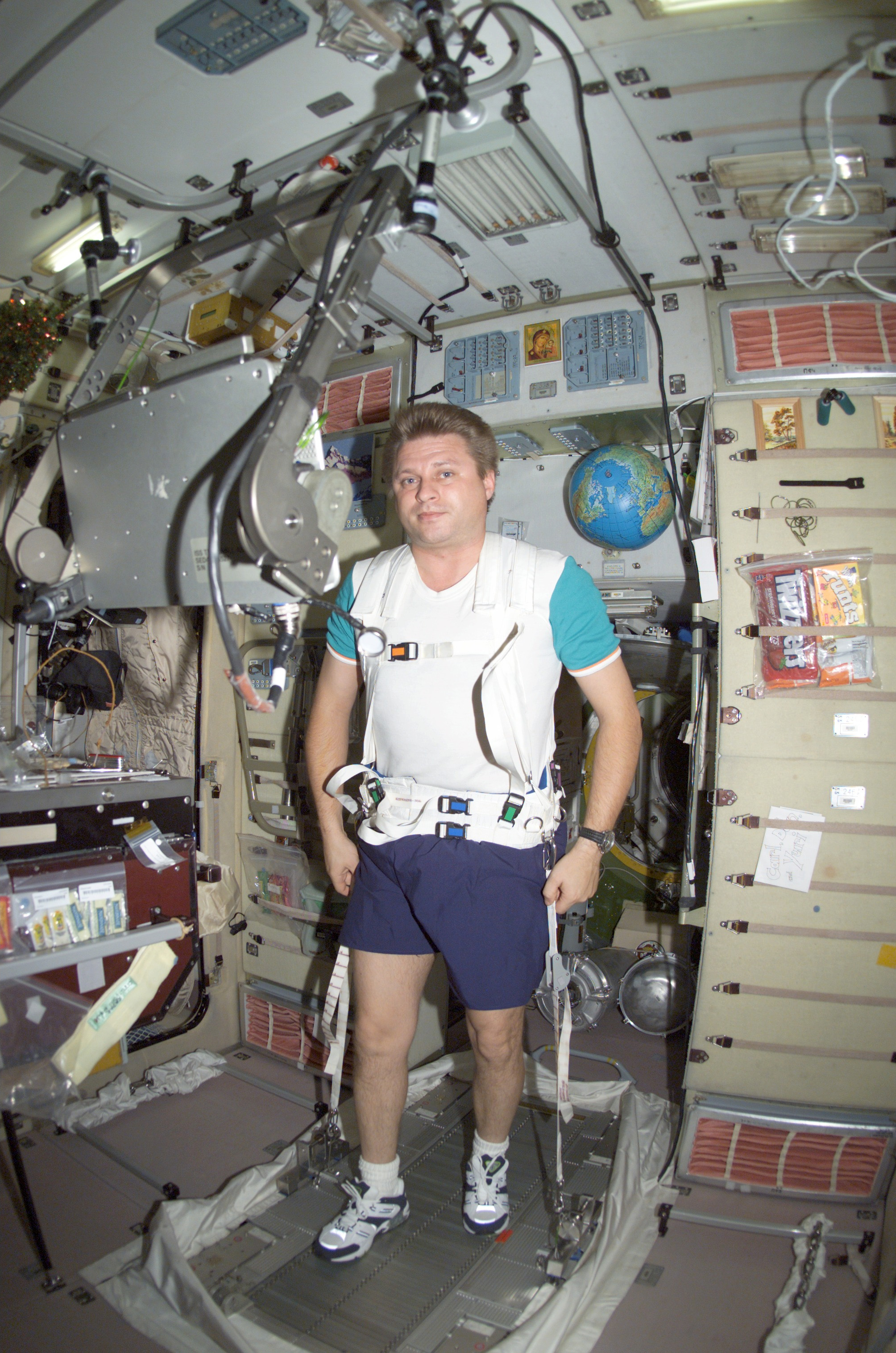
Le commandant Iouri Onoufrienko en exercice à bord de l'ISS. La marche sur tapis roulant est l'un des moyens les plus efficaces pour retarder l'atrophie musculaire.

Les effets néfastes pour un organisme humain vivant en impesanteur sur une longue période de temps ont été mis en évidence grâce aux séjours de longue durée dans les stations orbitales Saliout, Mir et ISS de cosmonautes comme Valeri Polyakov (14 mois d'affilée à bord de Mir et 678 jours cumulés dans l'espace), Sergei Avdeyev (748 jours) ou Sergueï Krikaliov (803 jours).
Si le mal de l'espace provoque à court terme des effets comme une désorientation ou des troubles digestifs bénins, l'adaptation humaine à l'espace et à l'absence de gravité lors de séjours prolongés pose davantage de problèmes. On constate notamment une perte de la masse musculaire, l'apparition d'ostéoporose et une baisse de l'efficacité du système immunitaire.
En situation de microgravité ou d'impesanteur, le système musculo-squelettique n'est plus soumis aux contraintes que lui impose la gravité sur Terre, entrainant son altération progressive. Après un vol spatial, des modifications sont constatées dans la balance calcique qui devient négative à la suite d'une réduction de l'absorption intestinale du calcium et d'une augmentation de l'excrétion digestive et urinaire. Les effets sur la densité minérale osseuse sont très variables mais l'ostéoporose est plus importante sur les os de la partie inférieure du corps, celle habituellement en charge, le bassin, les vertèbres lombaires et les cols fémoraux. L'exercice physique seul ne semble pas suffisant pour maintenir constante la masse osseuse et des moyens pharmacologiques sont en cours d'évaluation.
De même, les muscles squelettiques, moins sollicités, sont également altérés avec l'apparition d'une atrophie musculaire, d'un déclin en force maximale et en puissance, entraînant une diminution des capacités fonctionnelles et une augmentation de la fatigabilité des muscles des membres. Afin de limiter l'atteinte musculaire, il semblerait que la méthode la plus efficace soit des exercices physiques à haute intensité en résistance, réalisés sur de courtes durées mais de façon répétée dans la journée,.

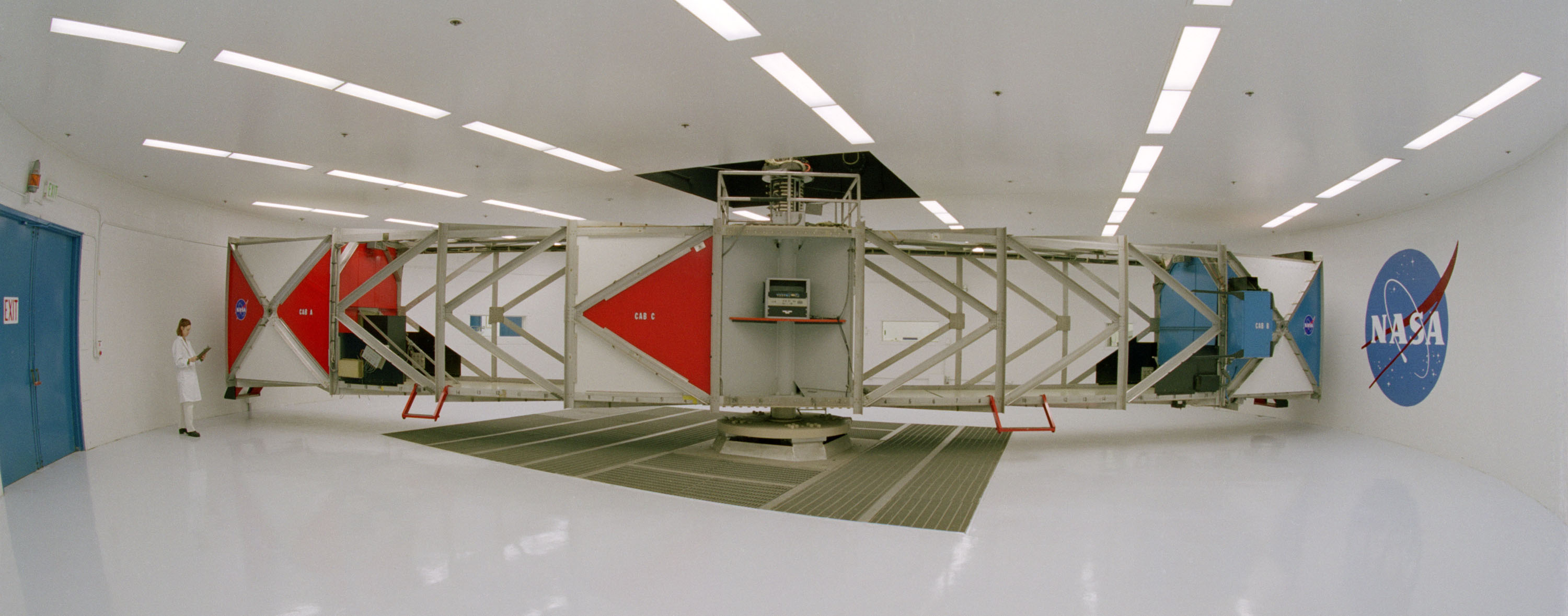
Centrifugeuse de 20 G au Ames Research Center de la NASA.

La solution idéale pour les colonies situées dans des habitats spatiaux est l'établissement d'une gravité artificielle en utilisant la rotation ou l'accélération. L'effet physiologique est par contre inconnu pour des colons situés sur des mondes avec une gravité inférieure à celle de la Terre comme la Lune ou Mars et le problème ne peut être résolu aussi facilement que pour une installation située dans l'espace. Les moyens pour éviter tout problème de santé seraient un entrainement intensif ou l'utilisation de centrifugeuses. Une évolution physiologique d'astronautes soumis à l'impesanteur au très long terme, voire toute leur vie depuis leur naissance ou sur plusieurs générations, pourrait être, selon l'ESA, une atrophie des jambes qui auraient perdu leur mobilité, mais des bras qui garderaient une musculature comparable à celle d'un humain toujours soumis à l'attraction terrestre. Les biologistes et neurophysiologistes de l'ESA ont souligné que la survie au long terme en impesanteur était moins un problème qu'un retour sur Terre après un séjour de très longue durée.

### Rayonnements spatiaux

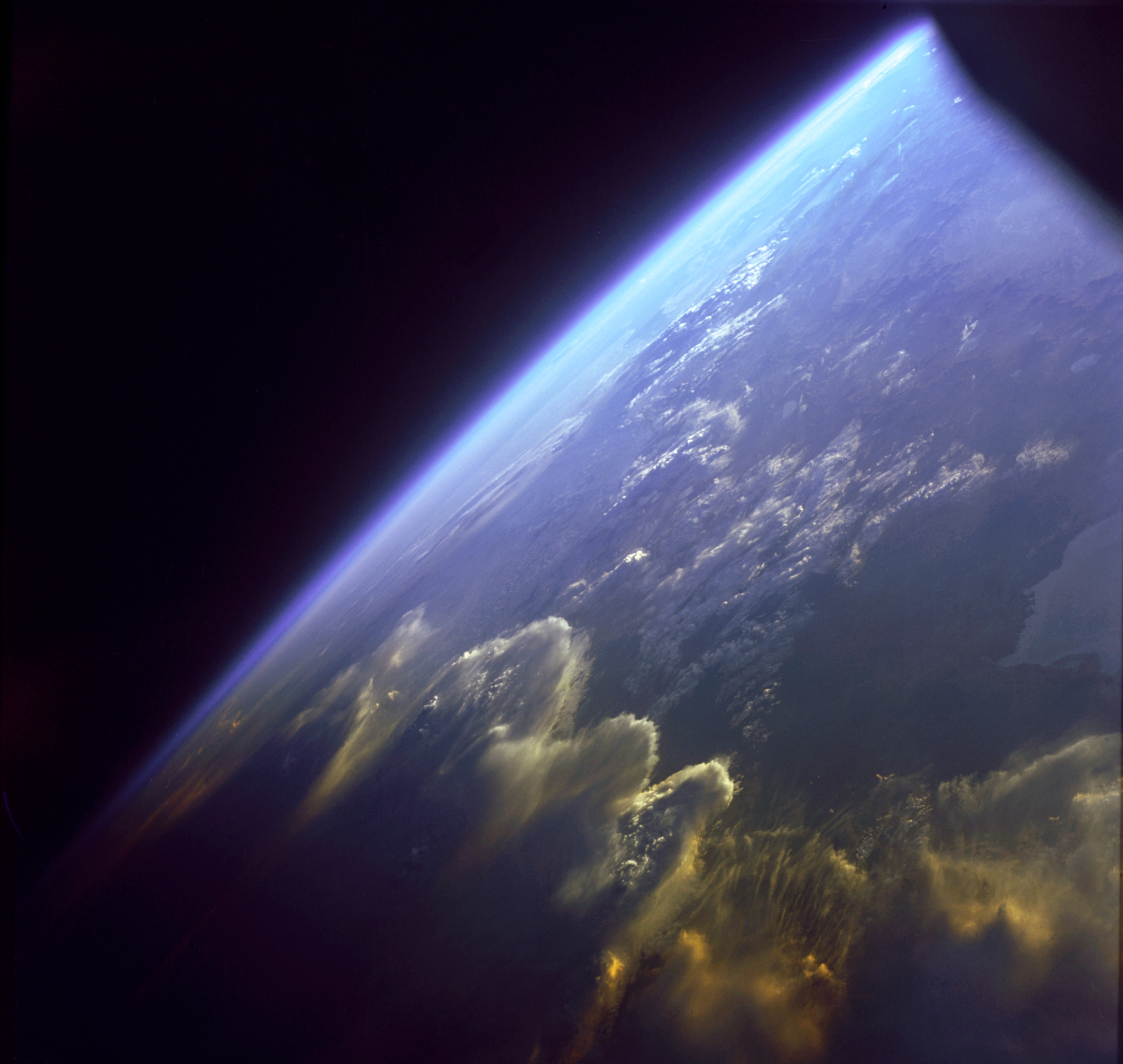
Sa magnétosphère et son atmosphère protègent naturellement la Terre du rayonnement solaire et des rayons cosmiques. Les colonisateurs ne bénéficieront plus de ces protections sur la plupart des planètes connues ou dans l'espace.

Un des risques naturels les plus dangereux pour les astronautes est l'exposition aux rayonnements spatiaux, qui représente l'un des obstacles majeurs à l'exploration humaine du Système solaire. Ce rayonnement provient essentiellement des particules émises par le rayonnement solaire, des rayons cosmiques et de la ceinture de Van Allen entourant la Terre. L'effet négatif des radiations sur la santé des astronautes sera d'autant plus important que les vols spatiaux de longue durée s'éloigneront de l'orbite basse terrestre offrant une certaine protection.
Les particules émises par ces rayonnements envoient une énergie suffisante pour modifier les molécules d'ADN, pouvant provoquer différents dégâts en fonction de l'intensité et de la durée de l'exposition. À faible dose, il n'y a pas de danger, les cellules mortes étant remplacées naturellement par de nouvelles cellules. Par contre, lors d'une exposition particulièrement longue ou intense, les capacités de réparation de l'ADN sont dépassées et les cellules seront endommagées ou tuées, entraînant des problèmes de santé à court ou long terme.
L'exposition aux rayonnements spatiaux dépend de facteurs tels que l'altitude, le degré de protection de l'astronaute, la durée de sa mission, la durée et l'intensité de l'exposition et le type de rayonnements. La vulnérabilité d'un individu aux rayonnements dépend de sa sensibilité aux radiations, de son âge, de son sexe et de son état de santé général ; d'autres variables, comme l'impesanteur ou la température corporelle, peuvent également intervenir.
Certaines affections aigües comme des modifications sanguines ou des troubles digestifs (diarrhées, nausées, vomissements) peuvent être bénignes et guérir spontanément. D'autres peuvent être beaucoup plus sévères et entrainer la mort. L'exposition aux rayonnements ne provoque habituellement pas d'effets aigus, sauf en cas d'exposition à d'importantes éruptions solaires produisant des niveaux de radiation très importants et pouvant être mortels. Le principal problème est l'exposition chronique aux rayonnements spatiaux entrainant des effets à long terme comme des cataractes, une stérilité, des cancers,, voire un vieillissement prématuré. Un effet noté, mais non encore étudié scientifiquement, est que 80 % des enfants d'astronautes, toute nationalité confondue, sont des filles. Cet effet avait déjà été observé chez les pilotes de chasse et cela serait lié aux radiations ou aux micro-ondes. Les enfants des astronautes n'ont en revanche eu aucun problème de santé sérieux.
L'établissement de normes concernant les doses limites de radiation auxquelles peuvent être exposés les astronautes est le sujet d'étude du comité international traitant des questions médicales concernant les astronautes de la Station spatiale internationale, constitué du Groupe multilatéral des activités médicales et de son groupe de travail sur les rayonnements. Les normes sont établies en suivant les recommandations établies par l'International Commission on Radiological Protection et le National Council on Radiation Protection and Measurements. Si un astronaute dépasse la dose limite établie pour la durée de sa carrière, il est interdit de vols spatiaux. Les limites d'exposition aux rayonnements pour des intervalles de trente jours et d'un an sont destinées à éviter les effets aigus alors que les limites établies pour une carrière entière sont destinées à protéger contre les effets à long terme.
Les agences spatiales doivent étudier les risques encourus et développer des technologies de protection adéquates.
Les installations devront être entourées de boucliers pour absorber les radiations. Cela peut être fait sur la Lune, Mars ou les astéroïdes en utilisant le régolithe local ou en construisant des installations souterraines. Le blindage des vaisseaux interplanétaires et des stations orbitales posera plus de problèmes car il représente un supplément de poids important et donc de coût, et devra être à la fois efficace et léger. Si un blindage de quelques centimètres d'épaisseur peut limiter l'exposition aux particules issues des éruptions solaires, il faudrait des boucliers épais de plusieurs mètres pour arrêter les rayons cosmiques beaucoup plus énergétiques, solution totalement irréaliste actuellement. Des concepts plus exotiques existent, tel celui consistant à créer une sorte de magnétosphère miniature capable de protéger les astronautes des rayonnements.

### Nutrition

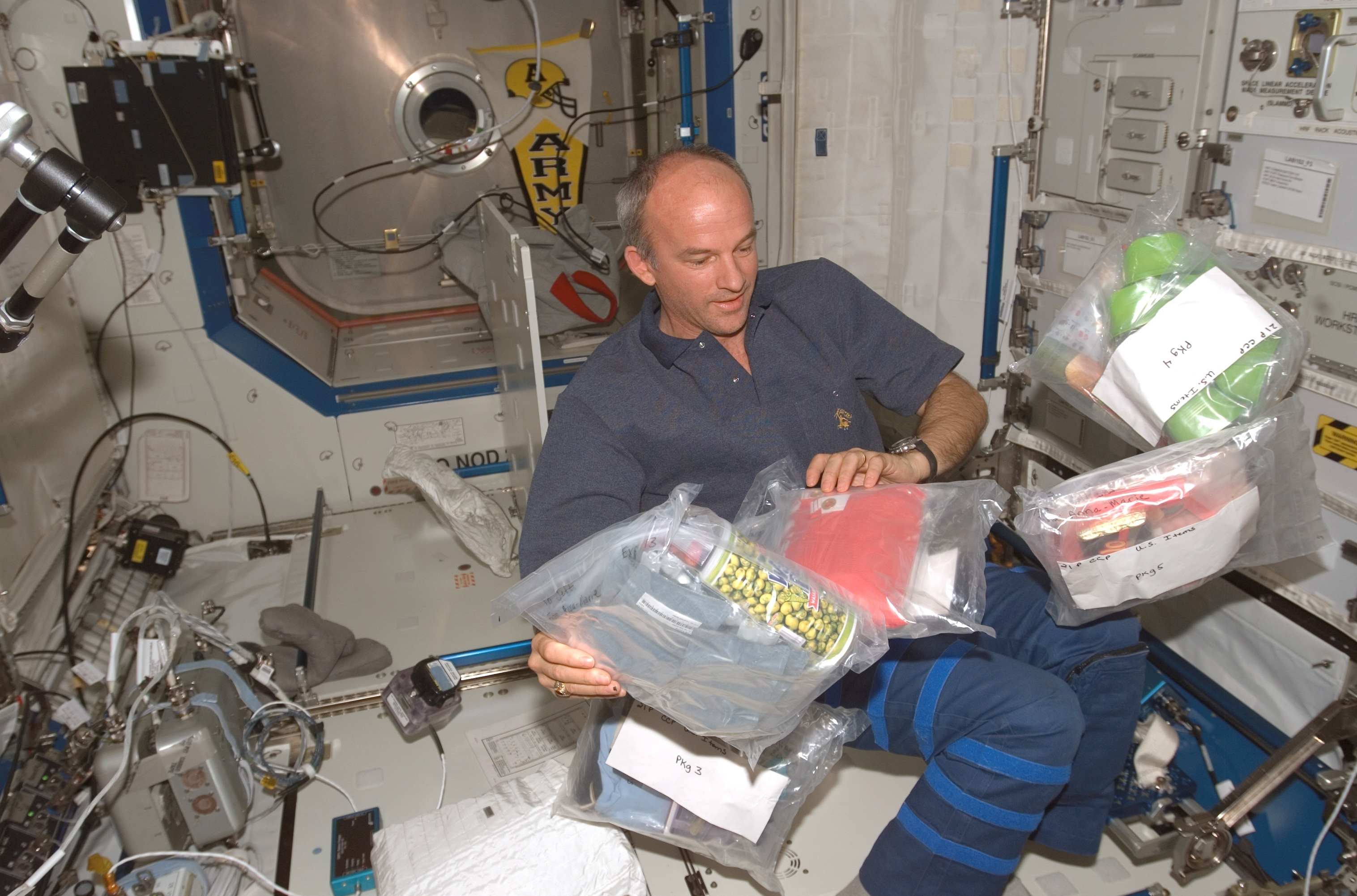
L'astronaute Jeffrey Williams à bord de l'ISS déballant des sacs contenant de la nourriture. Un repas équilibré est important pour le maintien d'une bonne nutrition et d'une bonne santé durant une exploration de longue durée.

Afin d'assurer une alimentation adaptée aux futurs colons, indispensable pour des missions spatiales de longue durée, les spécialistes doivent d'abord étudier les modifications environnementales consécutives aux vols spatiaux et déterminer les besoins spécifiques influencés par les nombreuses modifications physiologiques constatées lors des séjours dans l'espace.
Il est maintenant évident que le statut nutritionnel est altéré durant et après des vols spatiaux de longue durée. Chez la plupart des astronautes, on constate des apports énergétiques particulièrement bas, associés à des apports insuffisants en vitamines et en minéraux. On constate également une baisse de l'hémoglobine, du VGM et des globules rouges qui pourrait être due à un trouble du métabolisme du fer lié à la microgravité. Des suppléments nutritifs peuvent être utilisés pour limiter ces effets, mais des recherches sont encore nécessaires. L'apport en macronutriments peut être assuré de façon satisfaisante à bord des vaisseaux, mais un apport adéquat en micronutriments reste un problème à résoudre. Le problème sera aggravé dans les colonies spatiales les plus éloignées de la Terre et une indépendance alimentaire capable de couvrir tous les besoins nutritionnels de ses habitants sera certainement une question de survie en cas de problème d'importation. Comme les effets au long terme de gravités faibles comme celle de la Lune ou de Mars sont inconnus, les besoins nutritionnels exacts d'humains sur ces mondes sont également théoriques et on ne peut extrapoler qu'à partir des expériences conduites en orbite terrestre.

### Psychologie

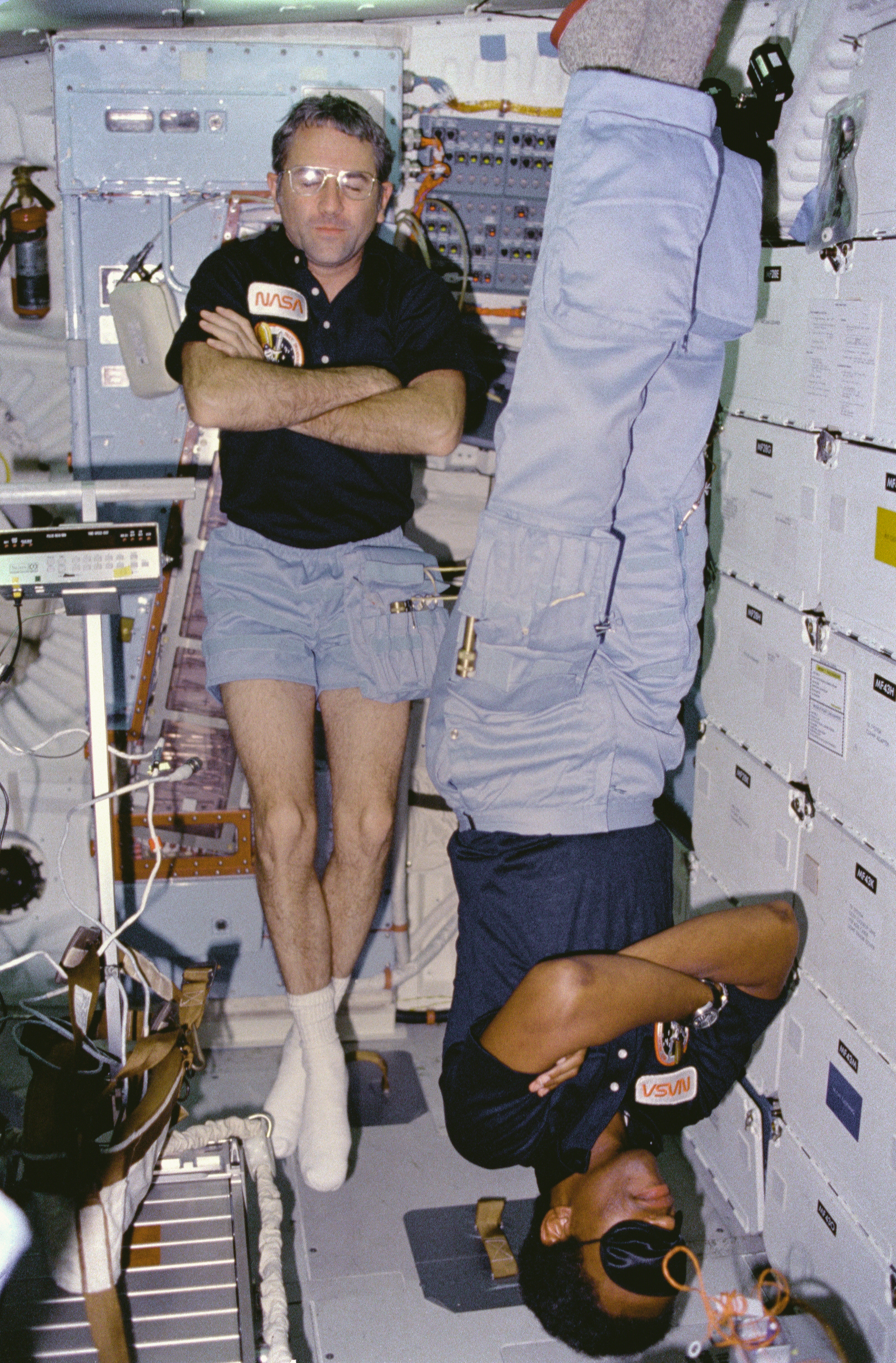
Un bon sommeil est indispensable au maintien des performances humaines (le commandant Richard H. Truly et le spécialiste de mission Guion Bluford à bord de la navette spatiale Challenger, 1983).

La vie dans une colonie supposera un stress et une adaptation psychologique face à de nouvelles conditions de vie. La NASA pense que la sécurité de l'équipage et le bon déroulement d'une mission de longue durée pourraient être gravement menacés en cas de défaillance psychologique humaine telle que des erreurs dans la réalisation des tâches importantes, des problèmes de communication et de dynamique de groupe au sein de l'équipage, un stress psychologique critique consécutif à un séjour en milieu confiné ou à des troubles du sommeil chroniques. Les cas d'équipages ayant eu des problèmes à coopérer et à travailler ensemble ou avec les contrôleurs au sol sont nombreux, que ce soit dans les programmes spatiaux américains ou russes. Des problèmes relationnels et de mauvaise communication ont déjà entrainé des situations potentiellement dangereuses, comme ces membres d'équipage refusant de se parler ou de communiquer avec le sol lors de la réalisation d'opérations critiques.
Les facteurs de risque sont une mauvaise adaptation psychologique, des problèmes de sommeil et de rythme circadien, des problèmes de l'interface humain/système, des affections neuropsychiatriques comme un syndrome anxio-dépressif.
Cette défaillance des performances humaines peut être due à une mauvaise adaptation psychologique vis-à-vis du stress inhérent à un vol spatial. Les causes de ce stress sont les risques potentiels liés à la mission et la vie en milieu confiné et isolé. Ce stress peut être accru par la monotonie et l'ennui, notamment au niveau alimentaire, par les problèmes d'autonomie et de dépendance aux autres, par la promiscuité, par la séparation avec la famille et les amis, par la durée du vol, par des incompatibilités et des tensions interpersonnelles, par des défaillances mécaniques du vaisseau, par une mauvaise communication, par des troubles du sommeil ou un isolement social.
Le dérèglement des cycles circadiens, une dégradation aiguë et chronique de la qualité et de la quantité de sommeil sont un risque bien connu des vols spatiaux entraînant fatigue, baisse des performances et augmentation du stress. Toutes les études du sommeil dans l'espace ont montré que la durée moyenne de sommeil est abaissée à 6 heures par jour, voire moins lors de la réalisation d'interventions importantes ou en cas d'urgence. La qualité du sommeil des astronautes dans l'espace est également altérée. Les médications les plus fréquemment administrées sont des hypnotiques. Ces problèmes peuvent diminuer sévèrement les performances cognitives de l'équipage, posant des risques pour sa sécurité et le succès de la mission.
Les solutions à envisager pour limiter ce risque sont la mise en place de critères de sélection rigoureux de l'équipage avant une mission. Une fois en vol, une surveillance discrète des niveaux de stress, des stratégies d'ajustement et d'adaptation, de la performance et du sommeil avec un protocole précis pour le diagnostic et le traitement des maladies psychologiques et comportementales pouvant survenir, est indispensable pour assurer un sommeil de qualité, mettre en place une répartition et un planning précis des charges de travail.

## Viabilité à long terme

### Lois
Le traité de l'espace limite déjà l'utilisation de l'espace et des corps célestes à des fins militaires ou l'appropriation des ressources d'une planète,. La Lune est par exemple considérée comme res communis.
L'espace et les planètes sont soumis par ce traité au droit international public (article II) alors que les colons sont soumis au droit de la nation propriétaire du vaisseau ou de la base où ils résident (article VIII), comme c'est le cas sur les navires dans les eaux internationales. Le droit de l'espace, régi par l'assemblée générale des Nations unies, règlemente de nombreux aspects de l'exploitation de l'espace et de ses ressources, comme la résolution 47/68 sur les Principes relatifs à l'utilisation de sources d'énergie nucléaire dans l'espace, ou portant sur la coopération internationale en matière d'exploration et d'utilisation de l'espace au profit et dans l'intérêt de tous les États.
Le 17 décembre 2020, la NASA et l'ONU, à travers l'UNOOSA, ont signé un protocole d'accord visant à une exploitation pacifique et collaborative de l'espace.

### Reproduction

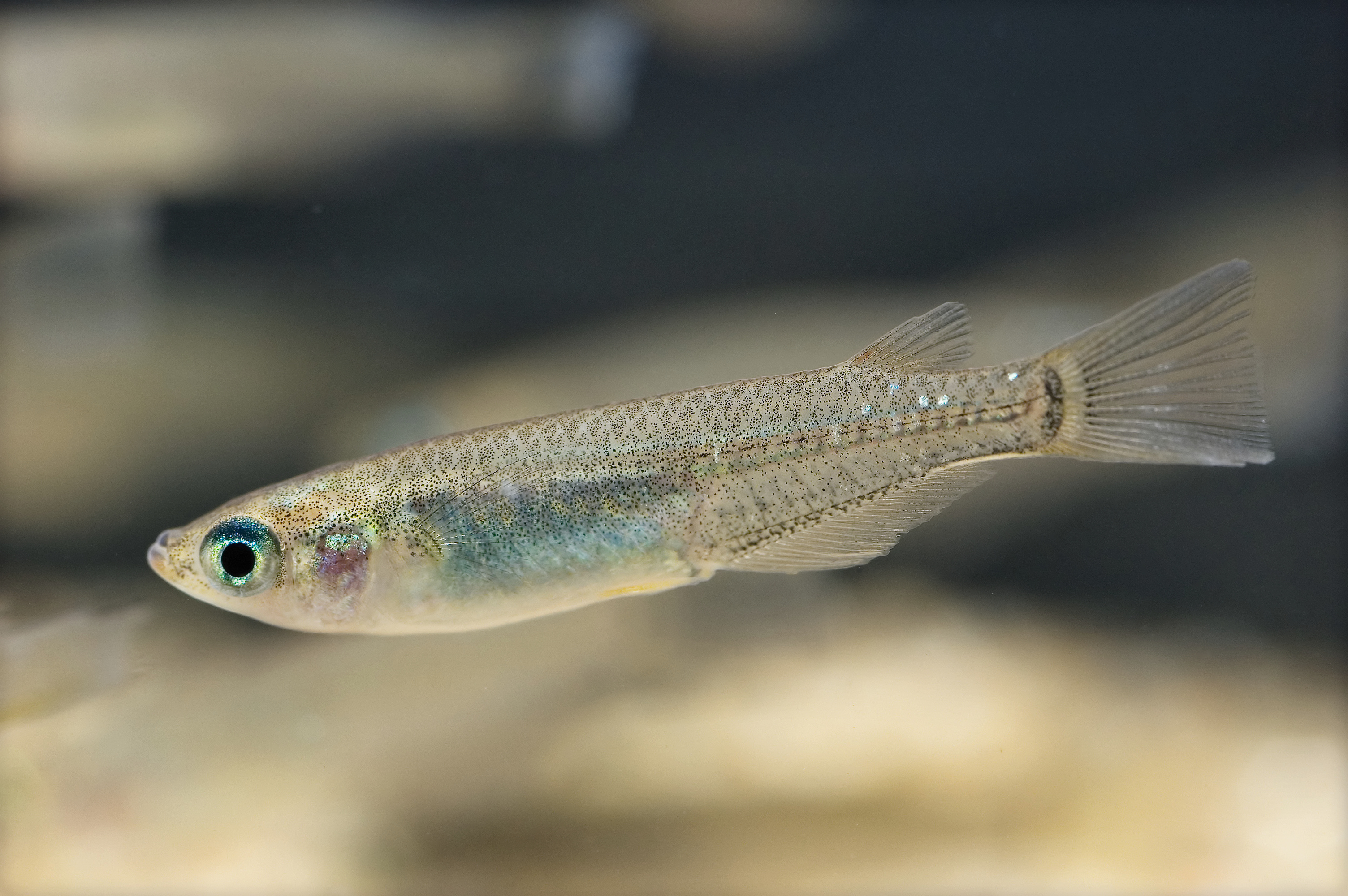
Le poisson Oryzias latipes s'est reproduit avec succès dans l'espace.

La reproduction des humains dans l'espace est encore un sujet tabou pour les agences spatiales, mais il soulève aussi de nombreuses contraintes physiques et biologiques et sera primordial pour la survie au long terme des colonies. La reproduction dans l'espace a déjà été expérimentée de nombreuses fois sur une multitude d'espèces d'insectes, poissons, amphibiens et mammifères avec des succès, mais aussi avec certains échecs qui ont révélé que la pesanteur était un facteur important dans la reproduction.
Par exemple, des expériences ont montré qu'une période de pesanteur 3 heures après la fécondation était nécessaire pour assurer la symétrie bilatérale sur des larves de grenouilles. Des œufs de poulet n'ont pu être fécondés en orbite et des expériences sur des tritons, les Pleurodèle de Waltl, menées en 1996 et 1998 par les spationautes Claudie Haigneré puis Léopold Eyharts à bord de la station Mir lors des missions franco-russes CASSIOPEE puis PEGASE, ont montré l'apparition d'anomalies lors de la fécondation et du développement embryonnaire. Lors d'une expérience soviétique, « 5 rats femelles et 2 mâles sont restés 19 jours en orbite, sans engendrer de naissances après leur retour sur Terre. Mais il n'est pas certain qu'ils aient copulé », la microgravité pouvant gêner l'accouplement dans les positions habituelles aux animaux.
Par contre, le poisson Oryzias latipes s'est reproduit avec succès en 1994, avec la naissance de 8 alevins malgré quelques échecs dus à la difficulté des animaux à se positionner lors de l'accouplement. Une gravité artificielle ayant été produite « dans une centrifugeuse à bord de la navette en septembre 1992 », la NASA a pu obtenir « la naissance de 440 têtards parfaitement formés ».
La tentative de concevoir un enfant de manière naturelle a été tentée en 1982 à bord de Saliout 7 par un rapport sexuel entre la cosmonaute Svetlana Savitskaya et un des deux autres occupants masculins de la station, mais aucun enfant n'a été conçu. La possibilité elle-même de pouvoir réaliser un rapport sexuel dans l'espace a d'ailleurs été étudiée officieusement par la NASA qui a toujours dénié les faits lors d'un vol de la navette 1996 selon un scientifique de l'agence qui révélait que l'expérience aurait été un succès.

### Taille de la population
En 2002, l'anthropologue John H. Moore a estimé qu'une population de 150 à 180 individus autoriserait une reproduction normale pour 60 à 80 générations soit environ 2 000 ans.
Une population beaucoup plus petite, de deux femmes par exemple, serait viable aussi longtemps que des embryons humains apportés de la Terre seraient disponibles. L'utilisation d'une banque du sperme permettrait également une population initiale plus faible avec une consanguinité négligeable. Quelques problèmes éthiques pourraient néanmoins se poser.
Les chercheurs en biologie ont tendance à adopter la règle du « 50/500 » émise par Franklin et Soulé. Cette règle dit qu'une population de base (Ne) de 50 individus est nécessaire à court terme pour éviter un niveau inacceptable de consanguinité alors qu'à long terme une population Ne de 500 individus est nécessaire pour maintenir une bonne diversité génétique. La recommandation {\displaystyle N_{e}=50} correspond à une consanguinité de 1 % par génération, ce qui est la moitié du maximum toléré par les éleveurs contemporains d'animaux domestiques. La valeur {\displaystyle N_{e}=500} essaie d'équilibrer le taux de gain de variation génétique lié aux mutations avec le taux de perte dû à la dérive génétique.
La taille effective de la population Ne dépend du nombre d'hommes Nm et de femmes Nf dans la population selon la formule :
{\displaystyle N_{e}={\frac {4\times N_{m}\times N_{f}}{N_{m}+N_{f}}}}
La NASA a estimé qu'une colonie de moins de 100 000 personnes ne pourrait être indépendante et aurait besoin d'un support continuel de la Terre.

### Autoreproduction des colonies
L'autoreproduction est optionnelle mais elle peut permettre un développement beaucoup plus rapide des colonies, tout en éliminant les coûts et la dépendance vis-à-vis de la Terre. Il pourrait même être stipulé que l'établissement d'une telle colonie serait le premier acte d'autoreproduction de la vie terrestre.
Des formules intermédiaires incluent des colonies qui ont seulement besoin d'informations de la part de la Terre (science, ingénierie, divertissement, etc.) ou des colonies qui auront seulement besoin de fournitures légères comme des circuits intégrés, des médicaments, de l'ADN ou des outils spécifiques.
La création de vaisseaux robots autorépliquants pour accélérer la colonisation a également été évoquée d'un point de vue théorique en réutilisant le constructeur universel de John von Neumann dans le cadre du projet Daedalus.

## Projets dans le Système solaire

### Stratégie

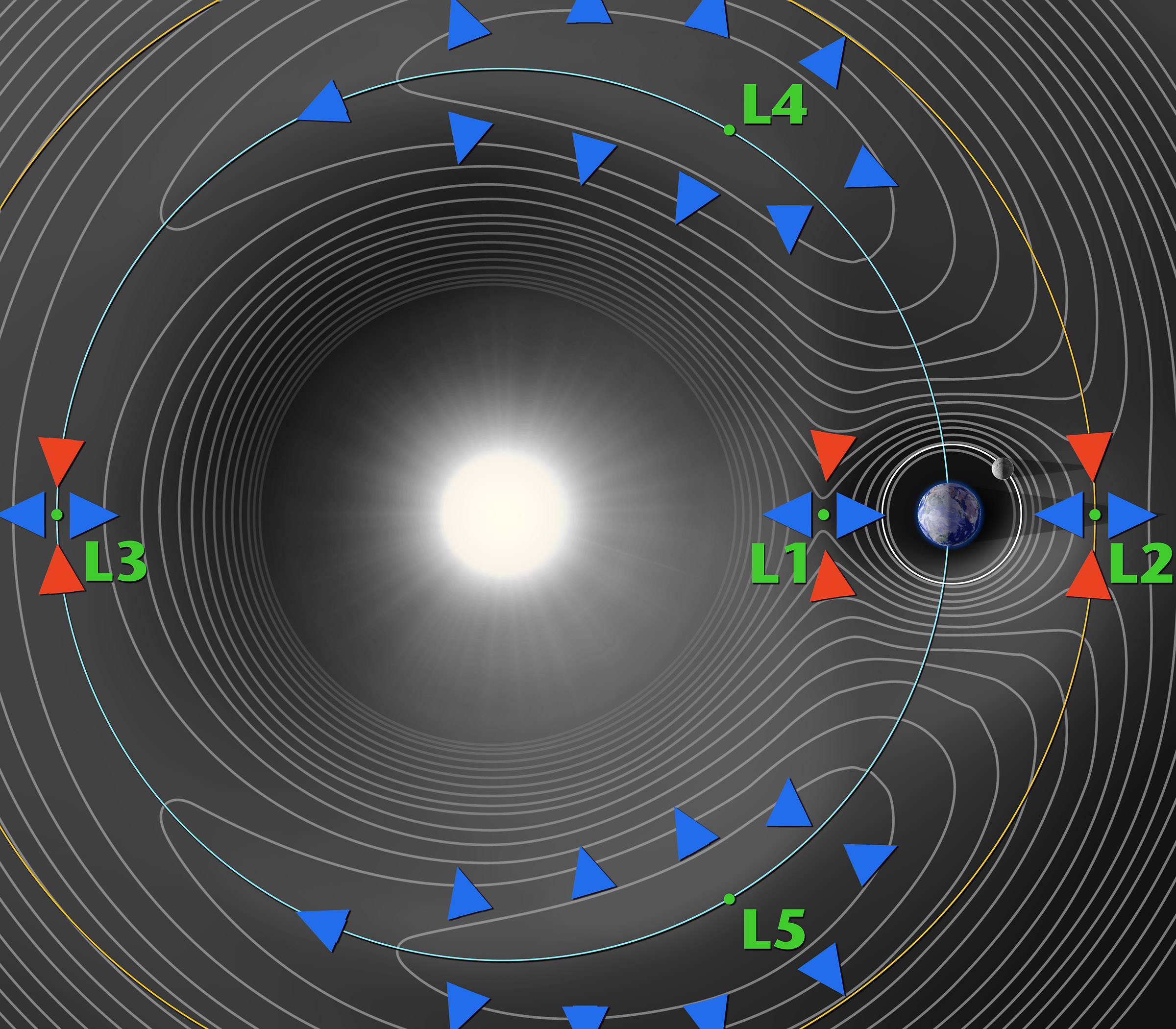
Points de Lagrange.

L'emplacement des premières colonies spatiales dans le Système solaire est un point de controverse fréquent entre les promoteurs de la colonisation de l'espace. Les emplacements de colonies peuvent être sur le sol ou le sous-sol d'une planète, d'un satellite naturel ou d'un astéroïde mais aussi en orbite autour de la Terre, du Soleil, d'un autre objet céleste ou situés à un point de Lagrange. La stratégie d'exploration et de colonisation actuelle est, pour les États-Unis, l'implantation d'une base permanente sur la Lune en vue d'expérimenter de nouveaux systèmes et technologies astronautiques, mais aussi d'utiliser les ressources du satellite naturel de la Terre afin de faciliter l'exploration de Mars par des missions habitées,, qui serait une première étape. La station spatiale internationale servira à étudier les effets néfastes de longs séjours dans l'espace sur les astronautes et à développer des mesures pour lutter contre ceux-ci. La recherche de planètes extrasolaires habitables est également devenue un objectif officiel. Un des buts déclarés du gouvernement des États-Unis est de rechercher de nouvelles ressources sur d'autres planètes pour faciliter l'exploration du Système solaire, mais aussi pour promouvoir ses intérêts scientifiques, sécuritaires et économiques, tout en favorisant la coopération internationale. L'Union européenne et la Russie prévoient la même stratégie, toutes deux privilégiant également la coopération internationale devant les énormes moyens demandés.

### Projets en cours ou financés

#### Station spatiale internationale

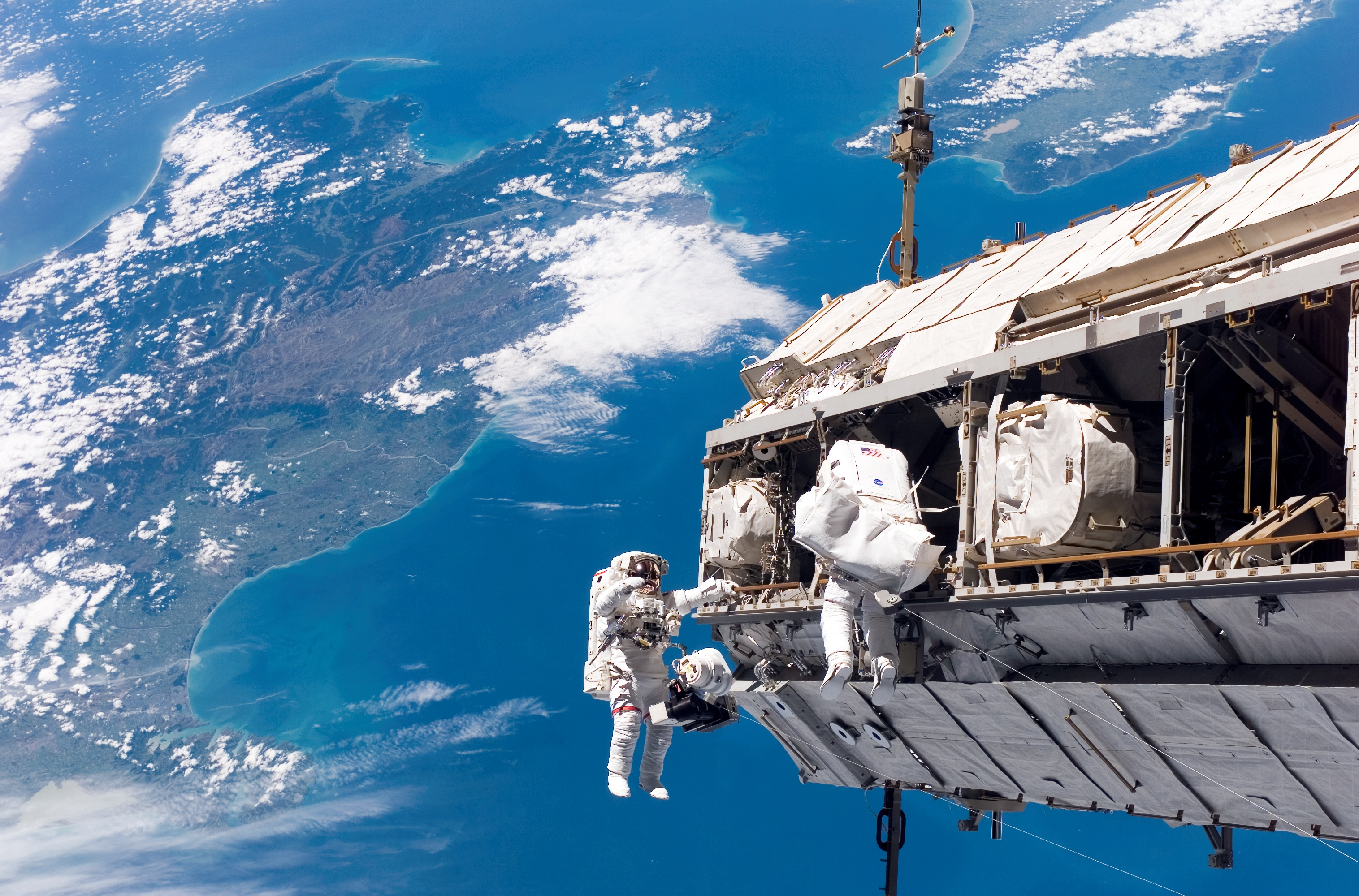
Sortie extravéhiculaire pour assembler la station lors de la mission STS-116 par les astronautes Robert Curbeam (à gauche) et Christer Fuglesang. En arrière-plan, le détroit de Cook, en Nouvelle-Zélande.

La station spatiale internationale dont la construction a commencé en 1998 permet une présence humaine permanente dans l'espace depuis le 2 novembre 2000, date de la première expédition. Elle est située en orbite terrestre basse à 350 km d'altitude. En 2018, la NASA exprime le souhait de se désengager du programme après 2024. La station serait soit prise en charge par des intérêts privés soit désorbitée. La station qui a un équipage de trois personnes abritera six personnes afin d'utiliser à plein ses capacités de recherche scientifique. La construction est réalisée par une coopération internationale entre 16 nations comprenant les États-Unis, la Russie, le Japon, le Canada, les onze pays européens composant l'ESA et le Brésil. En décembre 2021, 251 individus de 19 pays avaient visité la station spatiale, dont 155 de la NASA, 52 de Roscosmos, 19 de l'ESA.
Un des buts principaux de la station est la recherche scientifique en utilisant les conditions spécifiques régnant à son bord, incluant la biologie (recherche médicale et biotechnologies), la physique (mécanique des fluides, science des matériaux, mécanique quantique), l'astronomie (incluant la cosmologie), la météorologie, et les nanotechnologies. Au-delà de la recherche programmée, la vie quotidienne à bord de la station a permis d'apprendre beaucoup du quotidien des astronautes dans un tel environnement. Par exemple, l'équipage de la station utilise un temps universel coordonné situé à équidistance entre ses deux centres de contrôle de Houston et Moscou, et crée des nuits artificielles en couvrant les fenêtres de la station, le soleil se levant et se couchant 16 fois par jour ou se repose ou fait des expériences dans la partie la plus silencieuse de la station non prévue à cet effet, le véhicule automatique de transfert européen Jules-Verne.
La partie médicale de la recherche concerne en grande partie l'adaptation humaine à l'espace et l'étude des effets d'une absence de gravité prolongée sur le corps humain en vue de futures missions de longue durée. Le projet officiel de la NASA est d'utiliser la station spatiale internationale comme support de ses prochaines missions sur la Lune et Mars. Nicolai Sevastyanov, président de la Corporation spatiale Energia, propose d'utiliser la station comme plateforme d'assemblage de futurs vaisseaux lunaires, mais aussi de dock de réception de l'hélium 3 extrait sur la Lune dans le cadre d'une coopération internationale.
Chaque vol de la navette spatiale coûtait 1,3 milliard de dollars, coût de développement compris, soit 173 milliards de dollars au total pour tout le programme de 1981 à 2010 pour 131 vols, dont 29 pour la construction de la station spatiale internationale pour laquelle l'ESA a estimé le coût à 100 milliards d'euros soit 157 milliards de dollars.

### Projets étudiés par les agences spatiales ou des compagnies privées

#### La Lune
(décembre 2021).

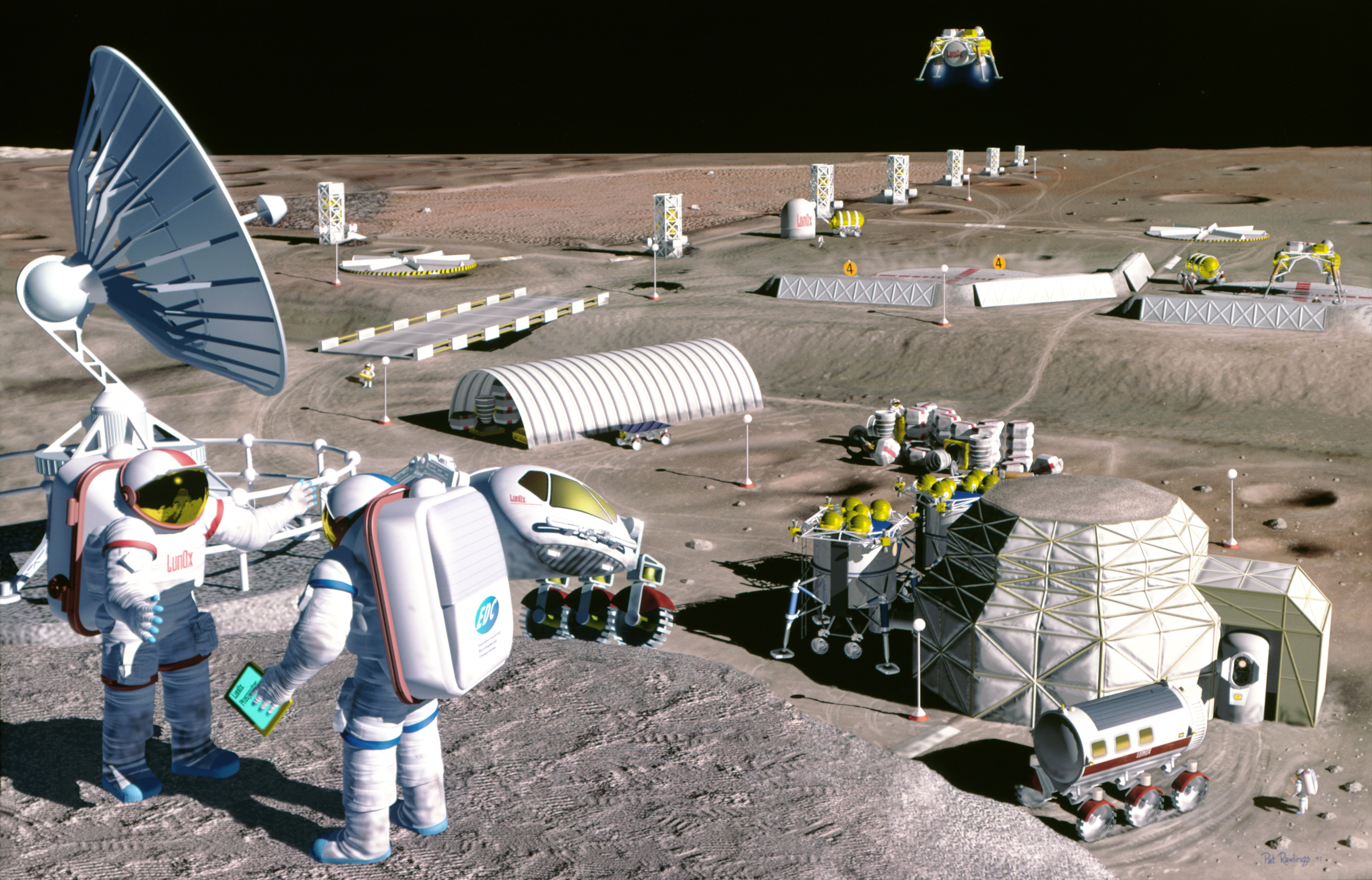
Projet de colonie lunaire par la NASA.

De par sa proximité, la Lune est l'endroit où une colonisation humaine est la plus proche dans l'échelle du temps. Elle bénéficie également d'une très faible vitesse de libération qui permet un échange plus facile de matériaux avec la Terre ou d'autres colonies spatiales, voire l'installation à très long terme d'un ascenseur spatial lunaire. Si la Lune a des quantités insuffisantes en hydrogène, en carbone et en azote, elle possède beaucoup d'oxygène, de silicium et de métaux. Comme pour Mars, la faible gravité lunaire, représentant un sixième de celle de la Terre, posera des problèmes pour le retour sur Terre ou la santé des futurs colons. Comme la face visible est en partie protégée du vent solaire par la Terre, on suppose que c'est dans les mers de la face cachée qu'on trouve les plus hautes concentrations d'hélium 3 sur la Lune. Cet isotope est très rare sur Terre, mais a un grand potentiel en tant que carburant dans les réacteurs à fusion nucléaire. Cela pourrait donc être un nouvel outil de propulsion.
La NASA a suivi le projet lancé par le président George W. Bush concernant un avant-poste lunaire situé sur l'un des pôles en 2024,, avec un financement assuré jusqu'à cette date, mais celui-ci a été annulé par le président Barack Obama en février 2010 dans sa demande de budget de 2011. L'avant-poste aurait abrité 4 astronautes qui se seraient relayés sur une période de 6 mois et qui auraient utilisé les ressources locales. L'agence spatiale voulait « étendre la sphère économique de la Terre ».
L'Agence spatiale européenne prévoit une base permanente en 2025 dont la construction commencerait vers 2020. L'Agence spatiale fédérale russe prévoit une base sur la Lune peu après 2025 et l'Agence d'exploration aérospatiale japonaise, après avoir annoncé une base construite avec l'aide de robots pour 2025 a reculé la construction de celle-ci à 2030. Nicolai Sevastyanov, président de la Corporation spatiale Energia prévoyait l'installation d'une base lunaire russe en 2015 pour extraire de l'hélium 3 de manière industrielle en 2020, en dépit du fait que cela nécessiterait une installation minière très importante ; en 2019, ce projet n'avait reçu aucun commencement de réalisation. L'académie chinoise des sciences dans un rapport de stratégie de développement aux décideurs politiques a suggéré l'implantation d'une base sur la Lune pour 2030. La Chine a aussi des projets pour l'exploitation de l’hélium 3 lunaire.

#### Mars

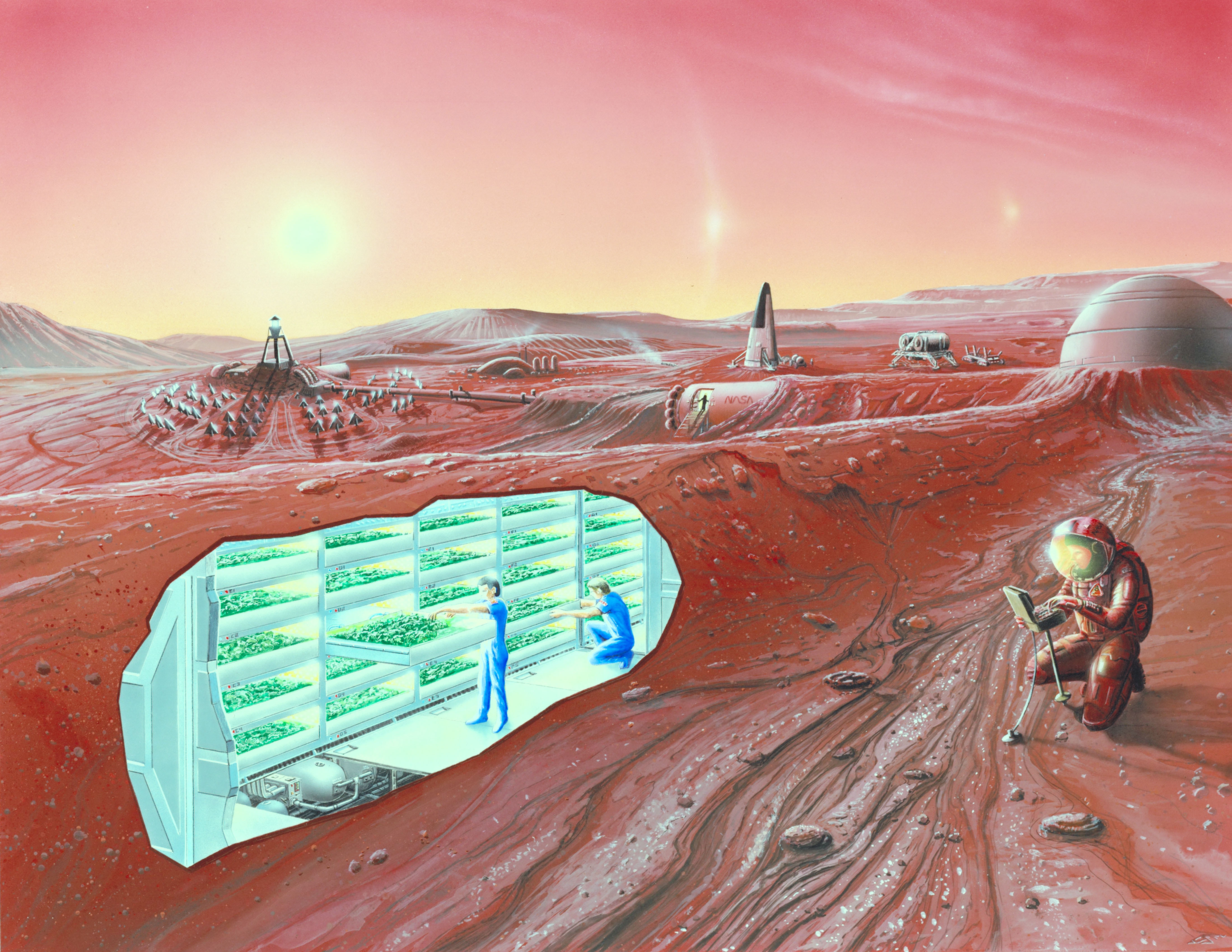
Conception artistique d'une installation sur Mars, NASA, 2005.

Mars est la cible privilégiée, avec la Lune, des futurs projets de colonisation et d'exploration des agences spatiales avec des missions humaines dès les années 2020 par la NASA et des projets de base martienne plusieurs fois étudiés. L'idée d'une base sur Mars a été développée par l'astronaute des missions Apollo et sénateur Harrison Schmitt et la NASA dès la fin des années 1970 avec une date d'établissement programmé pour avant les années 2000, ce qui avait intéressé momentanément le président Jimmy Carter. Le projet avait été abandonné pour des raisons politiques et la priorité accordée à la navette spatiale, puis reprit et plusieurs fois abandonné au cours des décennies suivantes, abordant même le projet au très long terme et très théorique d'une terraformation de Mars. Le programme actuel de l'agence spatiale ne parle plus de base martienne mais seulement d'une exploration humaine, avec une utilisation des ressources locales pour soutenir la mission.
La surface de Mars est égale à celle de la surface continentale de la Terre et elle contient de grandes réserves d'eau à ses pôles et possiblement dans le pergélisol, voire le mollisol, ce qui faciliterait sa colonisation pour certains scientifiques regroupés dans la Mars Society. Mars contient du dioxyde de carbone en quantité dans son atmosphère et de nombreux minerais dont du fer. Mars est considéré par la Mars Society comme l'objectif prioritaire d'une colonisation par l'espèce humaine, et l'indépendance économique nécessaire à la colonisation peut selon eux venir du fait qu'elle serait une base de départ parfaite pour l'exploitation minière des astéroïdes. L'attrait de Mars est également scientifique, parce que les chercheurs pensent que la vie extraterrestre a pu exister à un moment de son histoire comme suspecté sur la météorite martienne ALH 84001 et qu'elle puisse toujours être présente sur la planète comme sous la forme entre autres de points noirs détectés près des pôles qui apparaissent tous les printemps, hypothèse rejetée par d'autres scientifiques et la NASA.
Cependant l'atmosphère très ténue de Mars, les basses températures et les radiations élevées imposeront des systèmes de support de vie similaires à ceux pour l'espace avec l'avantage de pouvoir utiliser les ressources locales pour les développer. De plus, les effets à long terme de la faible gravité martienne qui représente un tiers de la gravité terrestre sont inconnus et pourraient rendre impossible le retour sur la Terre d'humains nés sur Mars ou y ayant passé une longue durée comme c'est le cas en impesanteur.
En 2012, l'entrepreneur et milliardaire Elon Musk, fondateur de SpaceX ambitionne de fonder une colonie de 80 000 personnes sur Mars, avec une première base en 2040. Musk estime que cette colonie aura à terme « besoin d’un million de personnes » afin d’être autonome,.

#### Europe, Callisto, et autres lunes joviennes

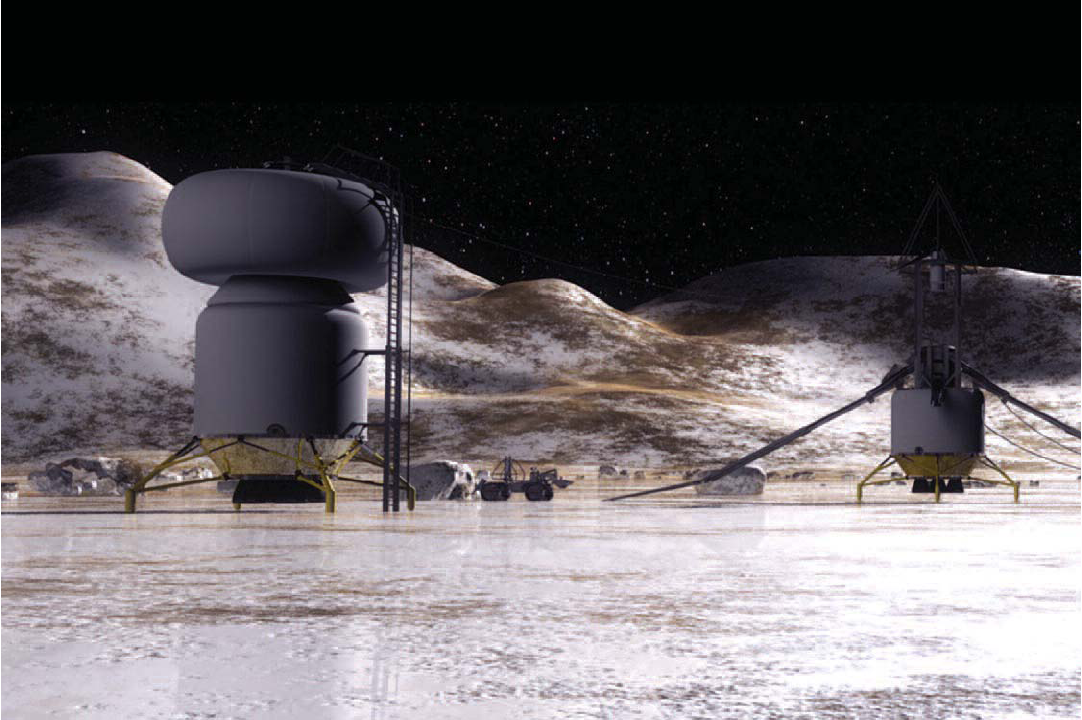
Vue d'artiste d'une base sur Callisto, la deuxième plus grande lune de Jupiter (NASA, 2004).

Europe, Callisto et Ganymède sont les trois plus grandes lunes de Jupiter. Elles sont recouvertes de glace d'eau et sont une cible pour des missions habitées de la NASA au très long terme.
Callisto a été désignée en priorité comme base avancée autour de Jupiter dans les années 2045 par une étude de la NASA en 2003 du fait de sa faible exposition aux radiations de Jupiter. La base occupée par des humains mais aussi des robots permettrait d'explorer cette lune, produire du carburant pour un retour sur Terre mais également pour des missions vers les autres satellites de Jupiter dont Europe qui possède peut-être, comme Callisto, des océans sous sa couche de glace et peut-être également la vie.
Une colonisation d'Europe a été étudiée par le projet Artemis, une association privée créée pour la colonisation de la Lune de manière économiquement viable. La colonie serait située à au moins six mètres sous la couche de glace pour supporter les niveaux intenses de radiations. Le projet compte sur un progrès futur des technologies pour réussir mais a été accueilli avec scepticisme par la NASA.

#### Habitats spatiaux

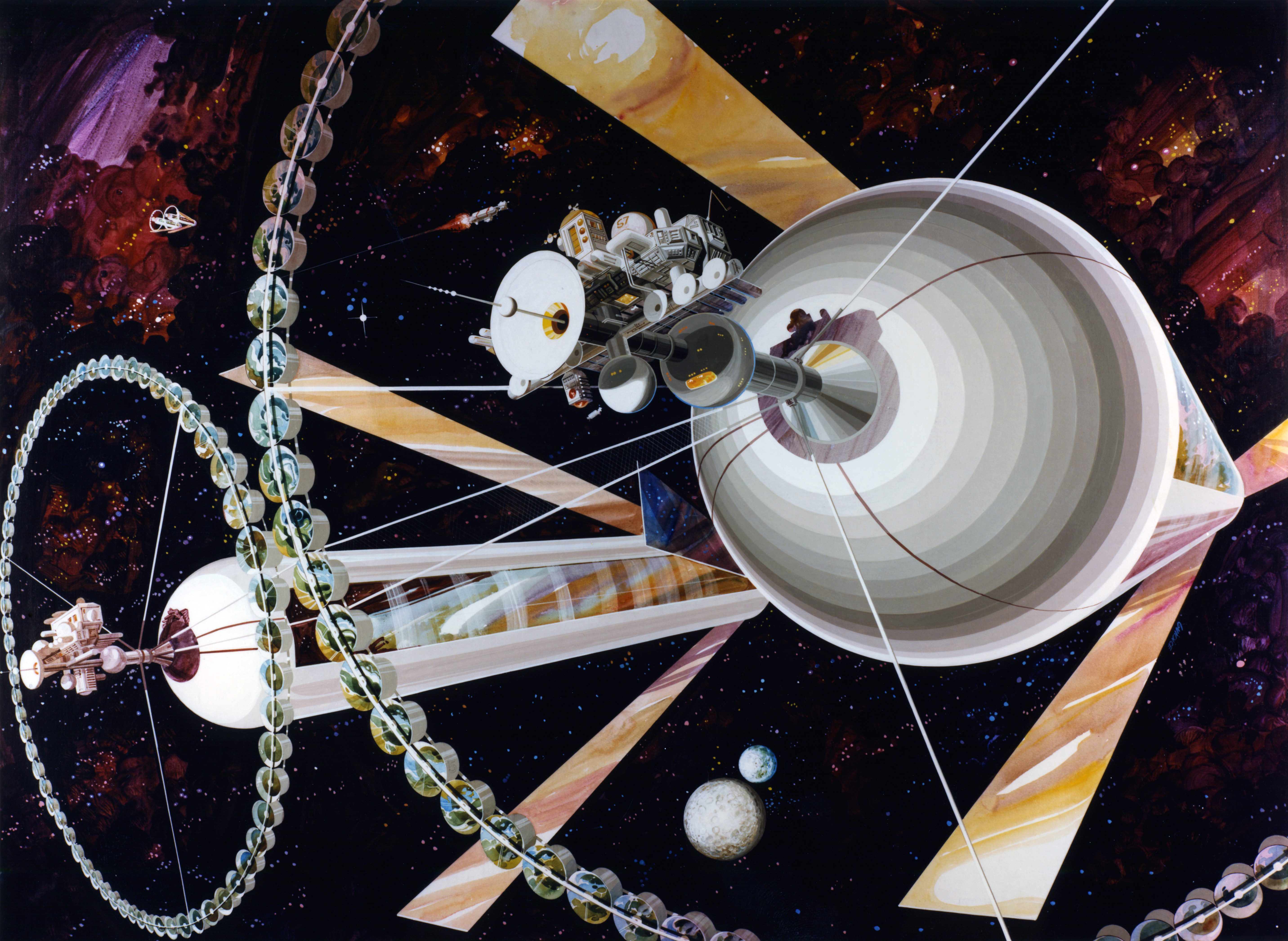

D'après les études théoriques réalisées par Gerard K. O'Neill et la NASA en 1975-1977, des habitats spatiaux situés dans l'espace, appelés colonies spatiales, colonies orbitales ou stations spatiales, pourront servir un jour à accueillir des humains de manière permanente. Ils seront de véritables villes ou mondes autonomes, de taille variable, de plusieurs milliers à plusieurs millions d'individus. Pour O'Neill, ces habitats spatiaux sont la meilleure méthode de colonisation de l'espace, plus viables que la colonisation des planètes. Le principal désavantage des colonies situées dans l'espace est le manque de matières premières qui devront être importées d'autres planètes ou astéroïdes, leur avantage est l'absence de gravité pour des coûts de transport beaucoup moins onéreux. Les habitats spatiaux pourront être situés en orbite terrestre ou sur les points de Lagrange pour être proches de la Terre.
Comparée à d'autres emplacements, l'orbite terrestre possède de nombreux avantages et un inconvénient. Les orbites proches de la Terre peuvent être atteintes en quelques heures alors qu'il faut des jours pour aller sur la Lune et des mois pour atteindre Mars. L'impesanteur rend la construction de colonies relativement plus facile, les astronautes l'ont démontré en déplaçant des satellites de plusieurs tonnes à la main. Enfin la pseudo-gravité est contrôlée à n'importe quel niveau selon la rotation de la colonie. Ainsi les zones d'habitation peuvent être à 1 g. On se sait pas encore quelle est la gravité minimale pour rester en bonne santé mais 1 g permettra assurément une croissance optimale pour les enfants des colons.
Une autre possibilité d'emplacements sont les cinq points de Lagrange Terre-Lune. Bien qu'il faille quelques jours pour les atteindre avec les moyens de propulsion actuels, ils bénéficient d'un accès continu à l'énergie solaire à l'exception de rares éclipses. Les 5 points de Lagrange Terre-Soleil n'auront même pas d'éclipse mais seuls L1 et L2 sont atteignables en quelques heures, les autres demandant des mois de voyage mais certains comme L4 ou L5 seraient cependant plus stables. Cependant le fait que les points de Lagrange aient tendance à récolter les poussières et les débris comme les nuages de Kordylewski et requièrent des mesures de stabilisation, cela les rendrait moins favorables à l'installation de colonies qu'initialement prévu.
Le concept d'habitats spatiaux géants n'a jamais été développé par la NASA et n'a jamais dépassé l'étude théorique, le besoin d'envoyer un million de tonnes en orbite autour de la Terre en 6 ou 10 ans étant impossible sans un moyen de transport peu coûteux à 55 dollars par kg comme envisagé par l'étude de l'époque avec des développements en navette spatiale de la fusée Saturn V. L'étude avait néanmoins pris en compte tous les paramètres pertinents, y compris des précurseurs comme l'impact sur la couche d'ozone des plus de 2 000 lancements nécessaires.

### Projets imaginés par d'autres scientifiques

#### Mercure
Mercure peut être colonisée en utilisant la même technologie ou équipement que pour la Lune avec en plus l'avantage d'une gravité égale à celle de Mars et d'un champ magnétique d'un cinquantième de celui de la Terre, offrant une première protection, selon le professeur en planétologie et ancien directeur du Jet Propulsion Laboratory Bruce C. Murray. Les colonies seraient implantées aux pôles pour éviter les températures extrêmes qui règnent sur le reste de la planète avec en plus, l'avantage de la présence de glace d'eau. L'intérêt économique de Mercure réside dans des concentrations de minerais bien plus élevées que sur toutes les autres planètes du Système solaire.

#### Vénus
Vénus possède un environnement parmi les plus hostiles du Système solaire, ce qui ne la favorise pas comme planète à coloniser, même à long terme, mais des projets ont néanmoins été évoqués par les scientifiques tels que des installations dans sa haute atmosphère. Vénus possède tout de même les avantages d'être la planète la plus proche de la Terre et d'avoir une gravité très proche de celle de notre planète.

#### Phobos et Déimos
Phobos et Déimos, satellites naturels de Mars, sont probablement adaptés pour la production d'habitats spatiaux ou pour établir une colonie. Phobos possède peut-être de l'eau sous forme de glace. Jim Plaxco de la National Space Society, une organisation qui soutient la colonisation de l'espace, souligne que le faible excédent de vitesse nécessaire pour rejoindre la Terre permettrait de livrer du carburant et d'autres matériaux à la zone Terre-Lune, mais aussi aux transports autour du système martien. Ceci rend ces emplacements avantageux d'un point de vue économique, car ils sont aisément atteignables depuis le reste du Système solaire et possèdent potentiellement de grandes ressources énergétiques. Leonard M. Weinstein du Langley Research Center de la NASA propose lui l'installation d'un ascenseur spatial sur Phobos afin de rendre plus économique un commerce spatial entre le système Terre-Lune et le système Mars-Phobos.

#### Astéroïdes

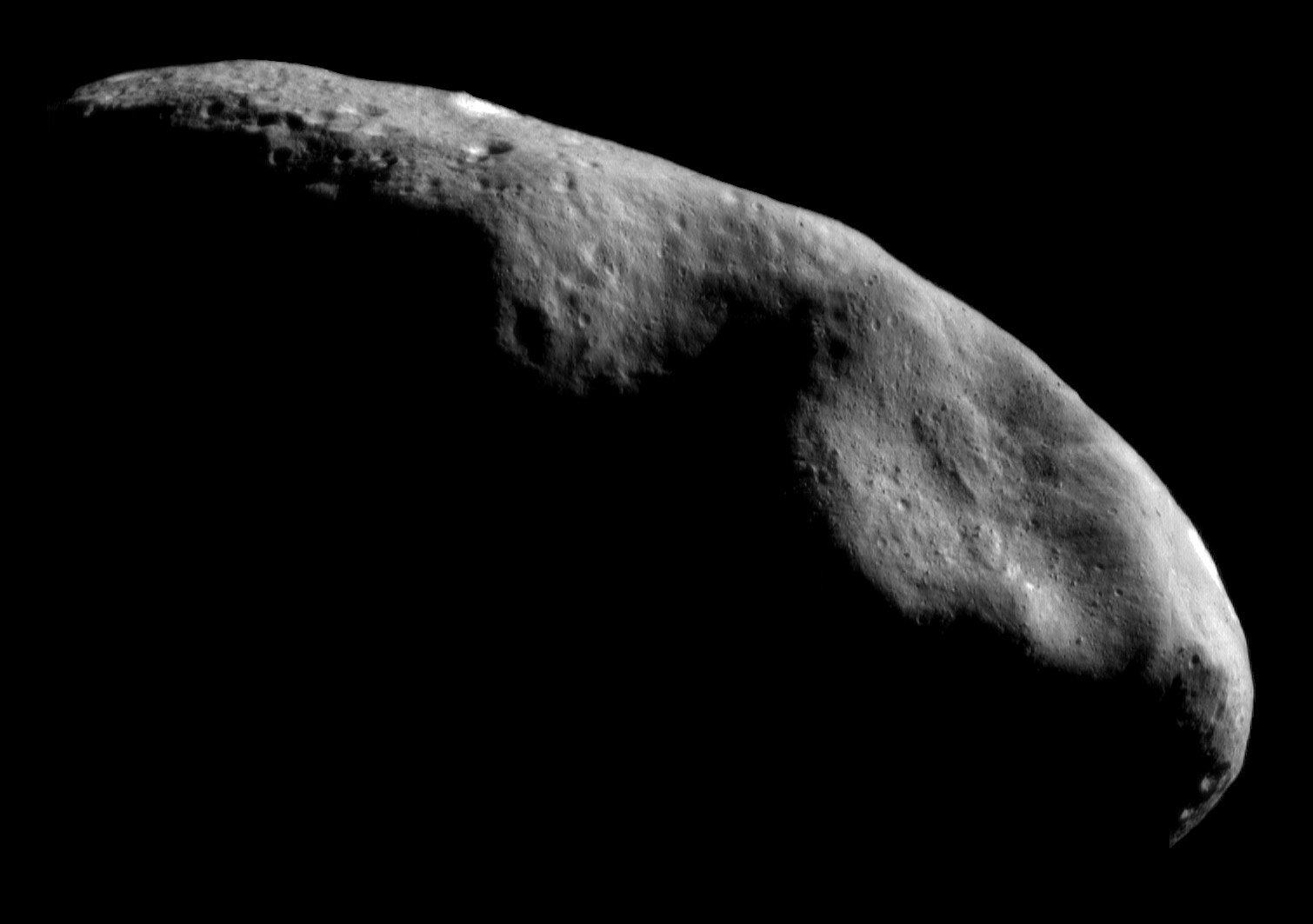
L'astéroïde géocroiseur 433 Éros photographié par la sonde NEAR Shoemaker.

La colonisation des astéroïdes peut se faire aussi bien sur des astéroïdes géocroiseurs que sur ceux de la ceinture principale. Les géocroiseurs ont l'avantage de s'approcher de la Terre de manière régulière, parfois à l'intérieur de l'orbite lunaire, ce qui signifierait des coûts et temps de transport réduits. L'orbite de ces astéroïdes peut les amener très loin de la Terre, certains à plus de 2,3 UA de distance.
L'avantage des astéroïdes pour la colonisation est leur matière première abondante en fer, nickel ou eau et leur multiplicité. Leur économie serait donc basée sur l'extraction minière à destination de Mars ou la Lune dont l'approvisionnement serait plus simple et moins coûteux à cause de leur faible gravité que depuis la Terre, avantage qu'ils partagent avec la planète naine Cérès. Les cibles potentielles ne manquent pas, on estime à 750 000 le nombre d'astéroïdes supérieurs à 1 km de diamètre dans la ceinture principale. La colonisation supposera la construction d'une base à leur surface ou plus probablement creusée à l'intérieur de l'astéroïde, ce qui permettrait la construction d'un habitat spatial de grande étendue.
(33342) 1998 WT24 est un bon exemple d'astéroïde géocroiseur économiquement exploitable de par la nature son orbite ou (433) Éros de par sa composition riche en fer.

#### Cérès

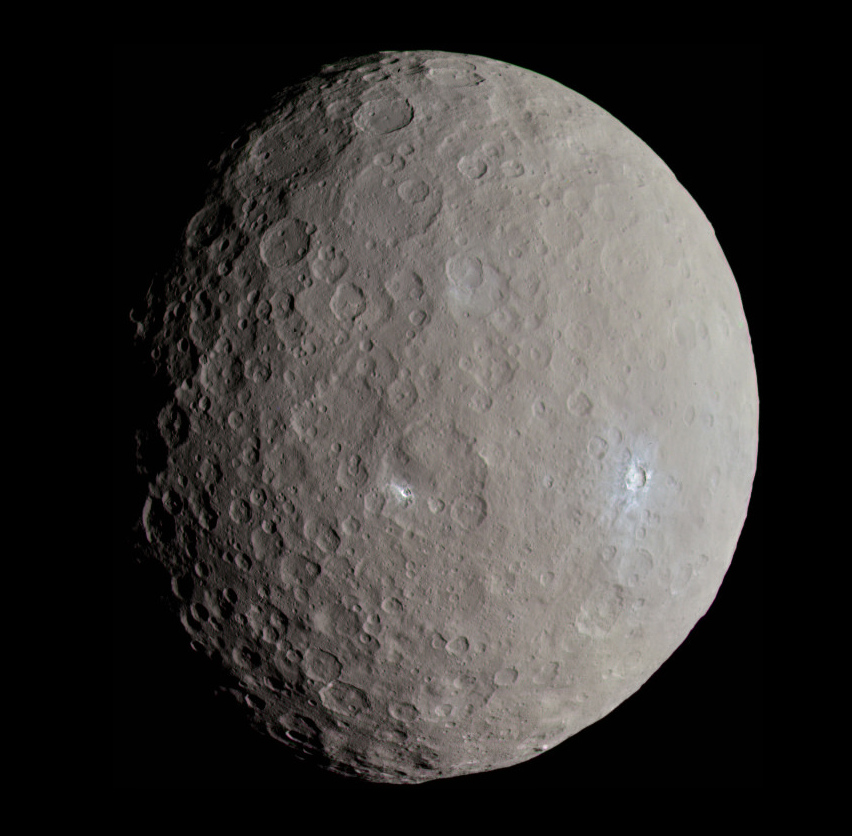
Cérès photographié par la sonde spaciale Dawn.

Cérès, planète naine située dans la ceinture d'astéroïdes, a été désignée comme une base principale idéale pour l'exploitation minière des astéroïdes. Riche en eau sous forme de glace, la théorie d'un océan dans son manteau rend possible la découverte d'une vie extraterrestre et est une matière première potentielle importante pour les futurs colons. Sa localisation stratégique et sa faible gravité rend l'approvisionnement à destination de Mars ou la Lune plus simple et moins cher comme c'est le cas pour les autres astéroïdes.

#### Géantes gazeuses
Selon une étude de la NASA, les colonies situées à proximité de Saturne, Uranus et Neptune auront à leur disposition de l'hélium 3 à exporter car il est présent en abondance dans les géantes gazeuses et il sera très demandé par les futurs réacteurs à fusion des autres colonies et des vaisseaux. Jupiter est moins disposée à une extraction minière en raison de sa haute gravité, de sa vitesse de libération élevée, de ses violentes tempêtes et de ses radiations.

#### Titan
Titan, la plus grande lune de Saturne, a été désignée par l'astronauticien Robert Zubrin comme une bonne cible pour la colonisation, parce qu'il s'agit de la seule lune dans le Système solaire à posséder une atmosphère dense et à être riche en composés carbonés.

#### Objets transneptuniens

Vue d'artiste de la ceinture de Kuiper et du nuage d'Oort.

La colonisation des milliards d'objets transneptuniens incluant la planète naine Pluton a été évoquée comme lieu de colonisation, mais au très long terme au vu des distances nécessitant une dizaine d'années de voyage avec les technologies actuelles, bien que de nouveaux projets de propulsion nucléaire encore au stade théorique pourraient permettre un voyage aller-retour en 4 ans.
En 1994, Carl Sagan évoque y construire des habitats spatiaux comme la Sphère de Bernal où les colons vivraient grâce à des réacteurs à fusion pour des milliers d'années avant de se déplacer vers d'autres étoiles. Freeman Dyson en 1999 favorise la ceinture de Kuiper comme foyer futur de l'humanité, prédisant que cela pourrait se produire dans plusieurs centaines d'années.

## Études théoriques sur une colonisation au-delà du Système solaire
La colonisation de tous les sites exploitables du Système solaire prendrait des dizaines ou des centaines d'années et celui-ci ne contient aucune planète aussi hospitalière que la Terre. Il y a des centaines de milliards d'étoiles dans notre Galaxie, la Voie lactée, avec des cibles potentielles pour la colonisation spatiale. Au vu des distances écrasantes entre les étoiles, le sujet commence à dépasser le domaine de la science pour entrer dans celui de la prospective et de la science-fiction. Mais même à ce niveau, des travaux ont été accomplis par des scientifiques pour explorer les diverses possibilités, mais aucun de ceux-ci n'a dépassé le stade théorique.

### Détermination des destinations

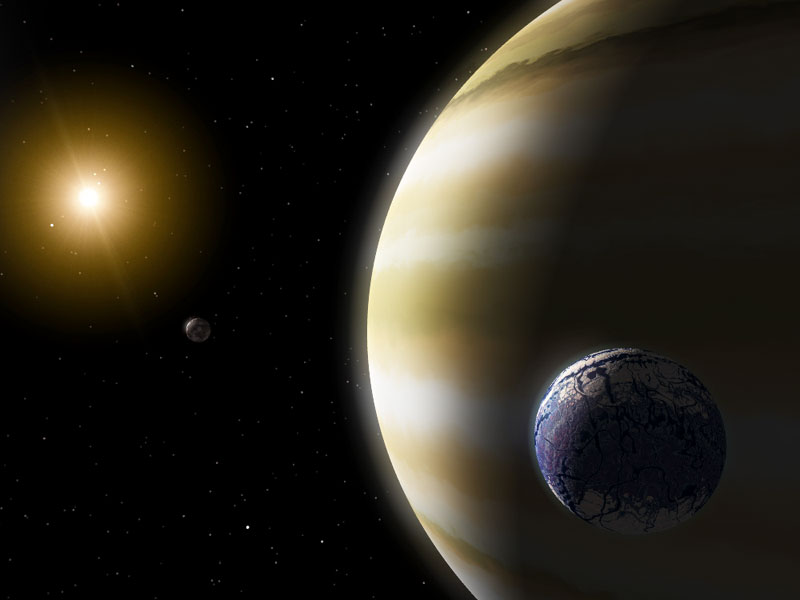
Vue d'artiste de la NASA d'une lune habitable autour d'une géante gazeuse.

Depuis le début des années 1990, de nombreuses exoplanètes ont été découvertes (4075 au 8 juin 2019), certains systèmes planétaires comprenant de 4 à 5 planètes,. La recherche d'une planète tellurique comme la Terre est l'objectif des programmes Terrestrial Planet Finder de la NASA et Projet spatial Darwin de l'ESA prévus pour les années 2020. La détermination de l'habitabilité d'une planète sera de la plus haute importance avant de lancer des expéditions dans un lointain futur. Le catalogue HabCat, constitué pour le programme SETI, recense 17 129 étoiles pouvant abriter des planètes habitables (voire jusque 3 planètes comme c'est le cas pour le système planétaire TRAPPIST-1). L'idéal est de trouver une planète orbitant dans la zone habitable d'un jumeau solaire.
Parmi les meilleurs candidats identifiés jusqu'ici, vient l'étoile double Alpha Centauri, une des plus proches de la Terre et qui peut abriter un système planétaire stable. Alpha Centauri figure au sommet de la liste de recherche du Terrestrial Planet Finder. Tau Ceti, située à environ 12 années-lumière de la Terre, a une grande quantité de comètes et d'astéroïdes en orbite autour d'elle qui pourraient être utilisés pour la construction d'habitats humains.
La découverte, le 24 avril 2007, de Gliese 581 c et Gliese 581 d, super-Terres situées dans la zone habitable de leur soleil Gliese 581, à 20,5 années-lumière du Système solaire, renforce les espoirs de trouver une destination habitable et un jour accessible aux technologies humaines.

### Transport interstellaire
Un vaisseau interstellaire réclame un système de propulsion permettant d'acquérir une vitesse bien supérieure à celle des vaisseaux interplanétaires existants si l'on veut atteindre l'étoile cible en un temps raisonnable. À titre d'exemple, l'objet construit par l'homme le plus éloigné de la Terre et s'en éloignant le plus vite, la sonde Voyager 1 lancée en 1977 et ayant acquis une vitesse de 17,37 km/s, soit 3,5 UA/an,, a seulement atteint les limites du Système solaire et mettrait plus de 72 000 ans à rejoindre l'étoile la plus proche, Proxima Centauri.

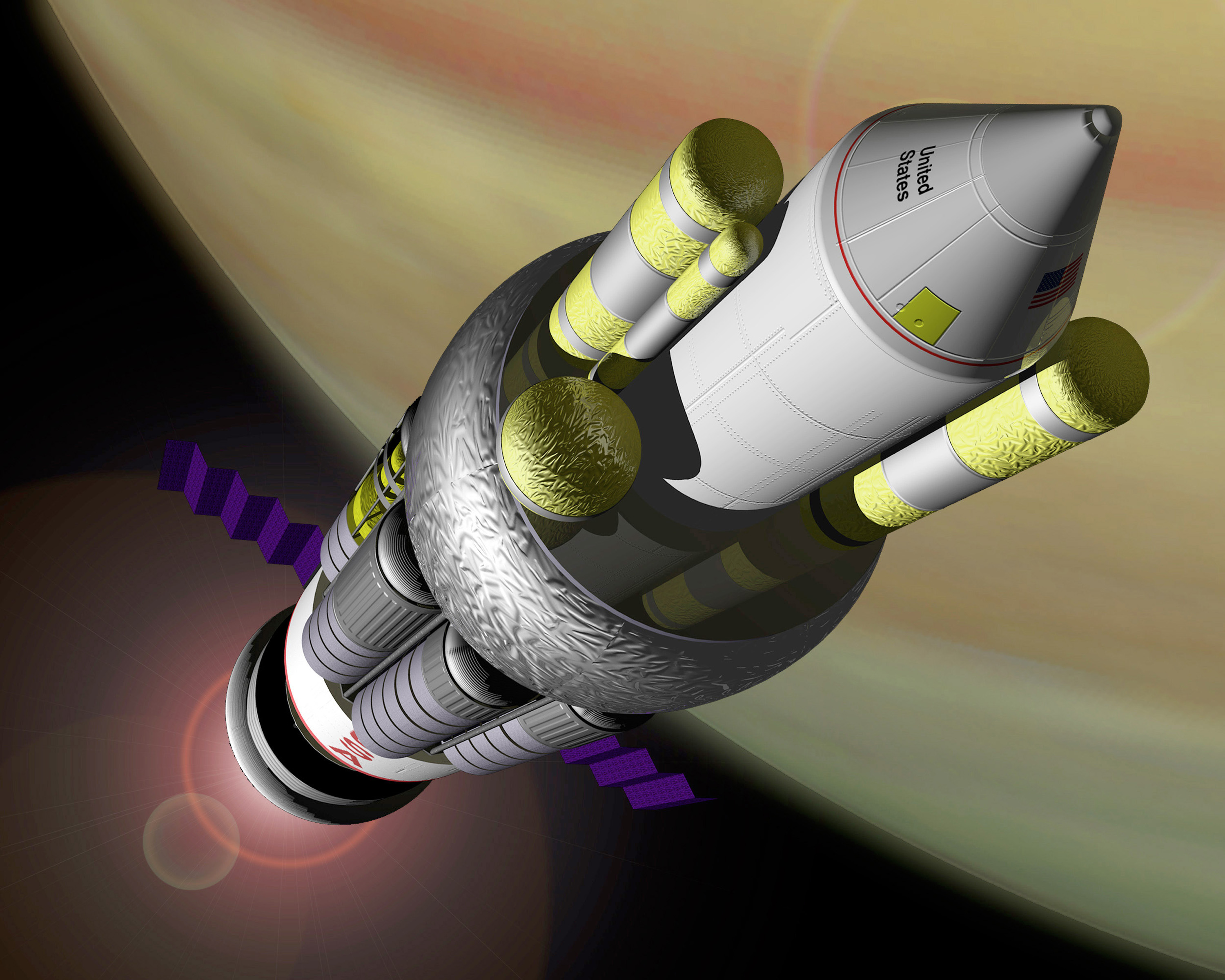
Vue d'artiste pour la NASA d'une version de 6000 tonnes du vaisseau Orion.

Le projet Orion, mis en place dans les années 1950, est la première étude de conception d'un véhicule spatial mû par propulsion nucléaire pulsée. L'idée est proposée par le mathématicien Stanislaw Ulam et le projet est mené par une équipe d'ingénieurs comprenant quelques célébrités comme les physiciens Theodore Taylor ou Freeman Dyson. La vitesse de croisière atteignable par un vaisseau Orion à fusion est de 8 à 10 % de la vitesse de la lumière (0,08 à 0,1 c). Un vaisseau à fission pourrait atteindre de 3 à 5 % de la vitesse de la lumière. À 0,1 c, un vaisseau Orion à fusion mettrait 44 ans pour atteindre Proxima Centauri, l'étoile la plus proche. Le projet perd son soutien politique à cause des inquiétudes au sujet des contaminations provoquées par la propulsion et est définitivement abandonné à la suite du traité d'interdiction partielle des essais nucléaires de 1963.
La première amélioration du concept Orion est proposée en 1978 par la British Interplanetary Society. Le projet Daedalus est une sonde interstellaire automatique envisagée vers l'étoile de Barnard qui atteindrait 12 % de la vitesse de la lumière grâce à un système de propulsion fondé sur la fusion explosive de pastilles de deutérium ou de tritium déclenchée par confinement inertiel. Néanmoins, ce projet ne prévoit pas de systèmes de ralentissement et ne permet donc qu'une exploration express d'un système planétaire et encore moins une colonisation.
En 1989, l'US Navy et la NASA améliorent encore Daedalus avec le projet Longshot, une sonde de 396 tonnes. L'objectif est d'atteindre en 100 ans le système triple Alpha Centauri, plus proche voisin du Soleil (distant de 4,36 al) et de s'injecter en orbite autour de Alpha Centauri B. Le moteur fonctionnerait pendant la totalité du transit accélérant (puis décélérant) en permanence le véhicule.

### Prospective
L'humanité est donc encore loin d'un vaisseau habité interstellaire et plus encore d'un vaisseau colonisateur qui devrait avoir des systèmes de support de vie pour un voyage qui durerait au minimum une cinquantaine d'années pour atteindre les étoiles les plus proches. L'hypothèse la plus vraisemblable est la construction d'un vaisseau à génération ou une arche spatiale comme celle imaginée par Robert Goddard qui voyagerait bien en deçà de la vitesse de la lumière, avec un équipage se renouvelant sur plusieurs générations avant que le voyage ne soit terminé. Cela pourrait être accompli par une colonie du Système solaire déjà autosuffisante dans un habitat spatial et qui serait dotée d'un moyen de propulsion. L'hypothèse d'un vaisseau dormant dans lequel la plupart ou la totalité de l'équipage passerait le voyage sous une forme de cryonie (improprement appelée animation suspendue ou hibernation), et donc nécessitant un système de support de vie moins important, n'a pas été développée par les scientifiques car il n'est pas encore possible de ramener à la vie un humain placé en cryonie.
Pour l'astrophysicien Nicolas Prantzos, même si la colonisation d'autres systèmes planétaires est estimée impossible par certains scientifiques à cause des difficultés techniques aujourd'hui insurmontables, il pourrait émerger dans deux ou trois siècles au moins, trois types de civilisations : une colonisant des planètes semblables à la Terre grâce à la terraformation, une autre colonisant des astéroïdes et des comètes, une troisième voyageant à travers les étoiles à bord de vaisseaux mondes.

## Justification et opposition à la colonisation de l'espace

### Justification

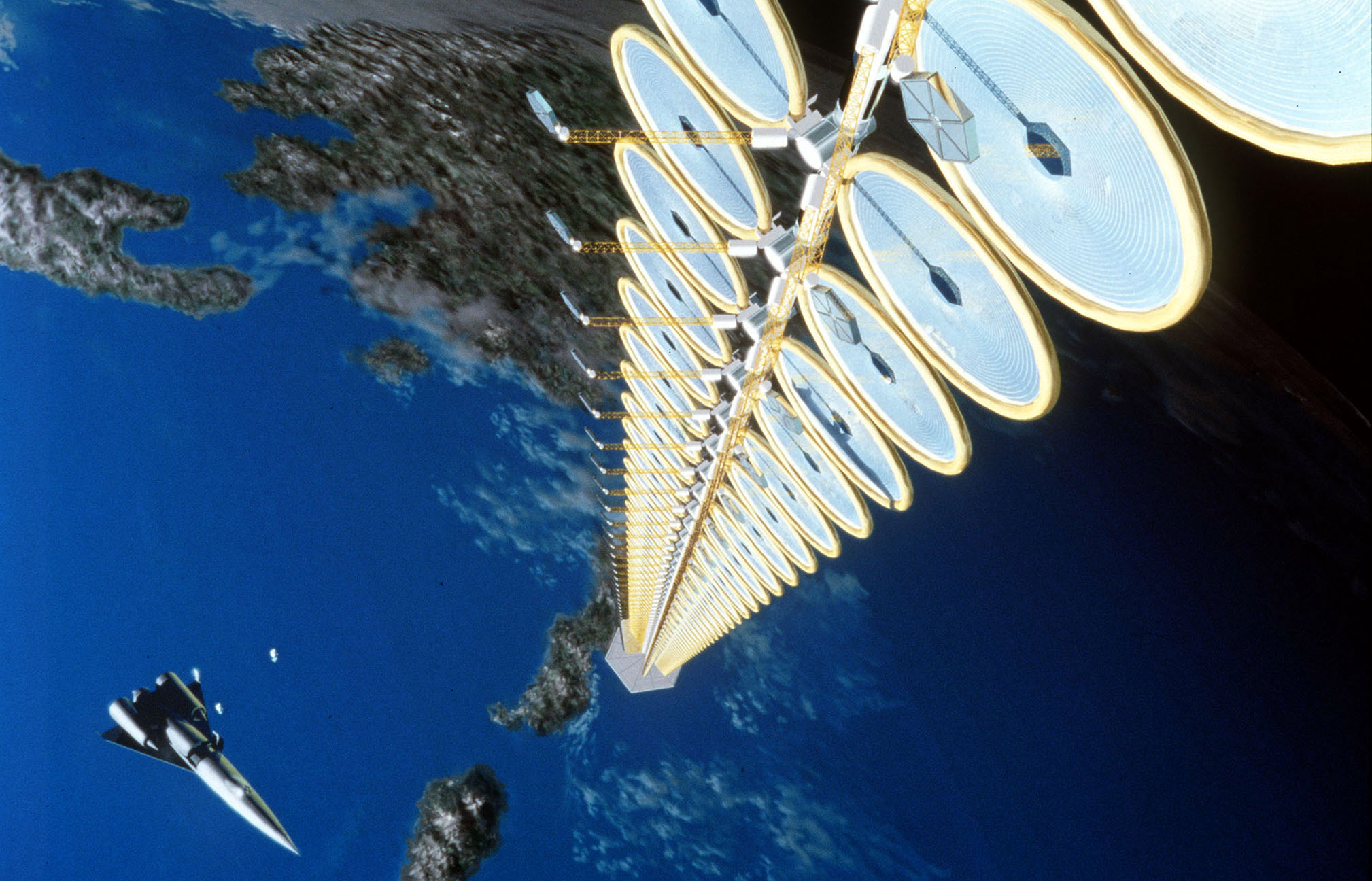
Projet de la NASA d'une centrale solaire orbitale de type tour solaire, qui pourrait pratiquer une transmission d'énergie sans fil vers un vaisseau spatial ou un récepteur planétaire.

En 2001, le site d'actualité de l'espace SPACE.com a demandé à Freeman Dyson, J. Richard Gott et Sid Goldstein pour quelles raisons des humains devraient vivre dans l'espace. Leurs réponses étaient :
- répandre la vie et sa diversité, l'art, l'intelligence et la beauté dans l'Univers ;
- assurer la survie de l'espèce humaine ;
- améliorer l'économie et sauvegarder l'environnement, cela incluant :
  - créer des ressources à partir de centrales solaires orbitales, de l'extraction de sources fissibles sur les astéroïdes et de l'hydrogène qui compose à plus de 90 % l'atmosphère externe de certaines planètes du Système solaire ;
  - protéger l'environnement terrestre en déplaçant les populations et l'industrie dans l'espace pour limiter leurs impacts sur la Terre ;
  - permettre l'accès aux nouveaux loisirs comme le tourisme spatial ;
  - importer des ressources inépuisables vers la Terre comme l'hélium 3 sur la Lune pour la fusion nucléaire.

#### Expansion de l'humanité
Dès 1798, l'économiste Thomas Malthus déclare dans son Essai sur le principe de population :
« Les germes de l'existence contenus sur ce point de la Terre, avec assez de nourriture et d'espace pour s'étendre, pourraient remplir des millions de mondes en quelques milliers d'années. »
Dans les années 1970, Gerard O'Neill suggère de construire des habitats spatiaux qui pourraient abriter 30 000 fois la capacité de la Terre à supporter la population humaine en utilisant juste la ceinture d'astéroïdes, et que le Système solaire dans son ensemble pourrait accueillir les taux de croissance actuels de la population pour des milliers d'années. Le promoteur de la colonisation de l'espace Marshall Savage, en reprenant la théorie malthusienne de croissance exponentielle de la population humaine, a estimé en 1992 qu'une population de 5 trillions (5×1018) de personnes vivant dans tout le Système solaire était atteignable pour l'an 3000, la majorité de cette population vivant dans la ceinture d'astéroïdes. Le professeur en planétologie à l'université d'Arizona John S. Lewis suggère que les ressources gigantesques du Système solaire pourraient permettre d'héberger la vie de 100 billiards (1017 ou 100 millions de milliards) de personnes. Il estime que la notion de manque de ressources « est une illusion née de l'ignorance ».
Pour l'anthropologue Ben Finney qui a, entre autres, participé au projet SETI et l'astrophysicien Eric Jones, la migration de l'humanité dans l'espace est en continuité avec son histoire et sa nature, qui est une adaptation technologique, sociale et culturelle pour conquérir de nouveaux territoires et environnements.

#### Préservation de l'espèce humaine

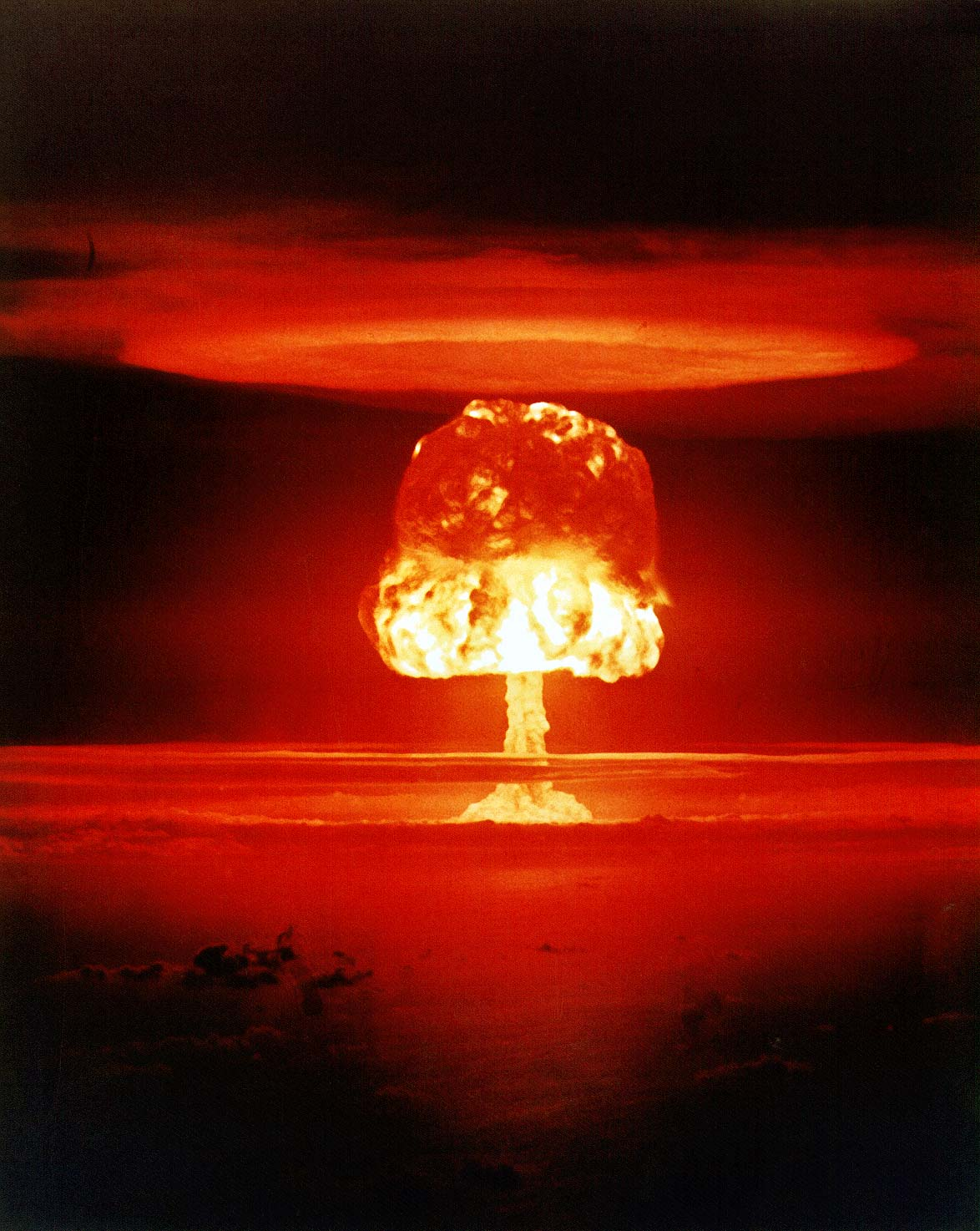
Une des justifications de la colonisation de l'espace est la préservation de l'humanité en cas de catastrophe naturelle ou humaine mondiale (essai nucléaire de la bombe H de 11 mégatonnes Castle Romeo, 1954).

Louis J. Halle, ancien membre du département d'État des États-Unis, a écrit dans Foreign Affairs que la colonisation de l'espace préservera l'humanité dans le cas d'une guerre nucléaire. Dans le même ordre d'idées, le journaliste et écrivain William E. Burrows et le biochimiste Robert Shapiro proposent un projet privé, l'alliance pour le secours de la civilisation dans le but d'établir une sorte de réserve extraterrestre à la civilisation humaine. Ainsi, le scientifique Paul Davies soutient l'idée que, si une catastrophe planétaire menaçait la survie de l'espèce humaine sur Terre, une colonie auto-suffisante (un vaisseau générationnel) pourrait « rétro-coloniser » la Terre et rétablir la civilisation. Le physicien Stephen Hawking le souligne également :

« Je ne pense pas que la race humaine survivra les prochains milliers d'années, à moins que nous nous étendions dans l'espace. Il y a trop d'accidents qui peuvent anéantir la vie sur une seule planète. Mais je suis optimiste. Nous atteindrons les étoiles. »

Pour lui, le fait de laisser confiner la race humaine sur une seule planète la met à la merci de toute catastrophe comme une collision avec un astéroïde ou une guerre nucléaire qui pourrait entraîner une extinction massive. La colonisation du Système solaire ne serait qu'un premier pas avant la recherche d'une autre planète aux conditions aussi favorables que la Terre dans un autre système planétaire, autour d'une autre étoile.
De même, la colonisation d'autres systèmes solaires permettrait d'échapper à la destruction programmée de notre Soleil, et la colonisation d'autres galaxies permettrait de subsister en cas de collision entre galaxies.

#### Nouvelle frontière contre la guerre

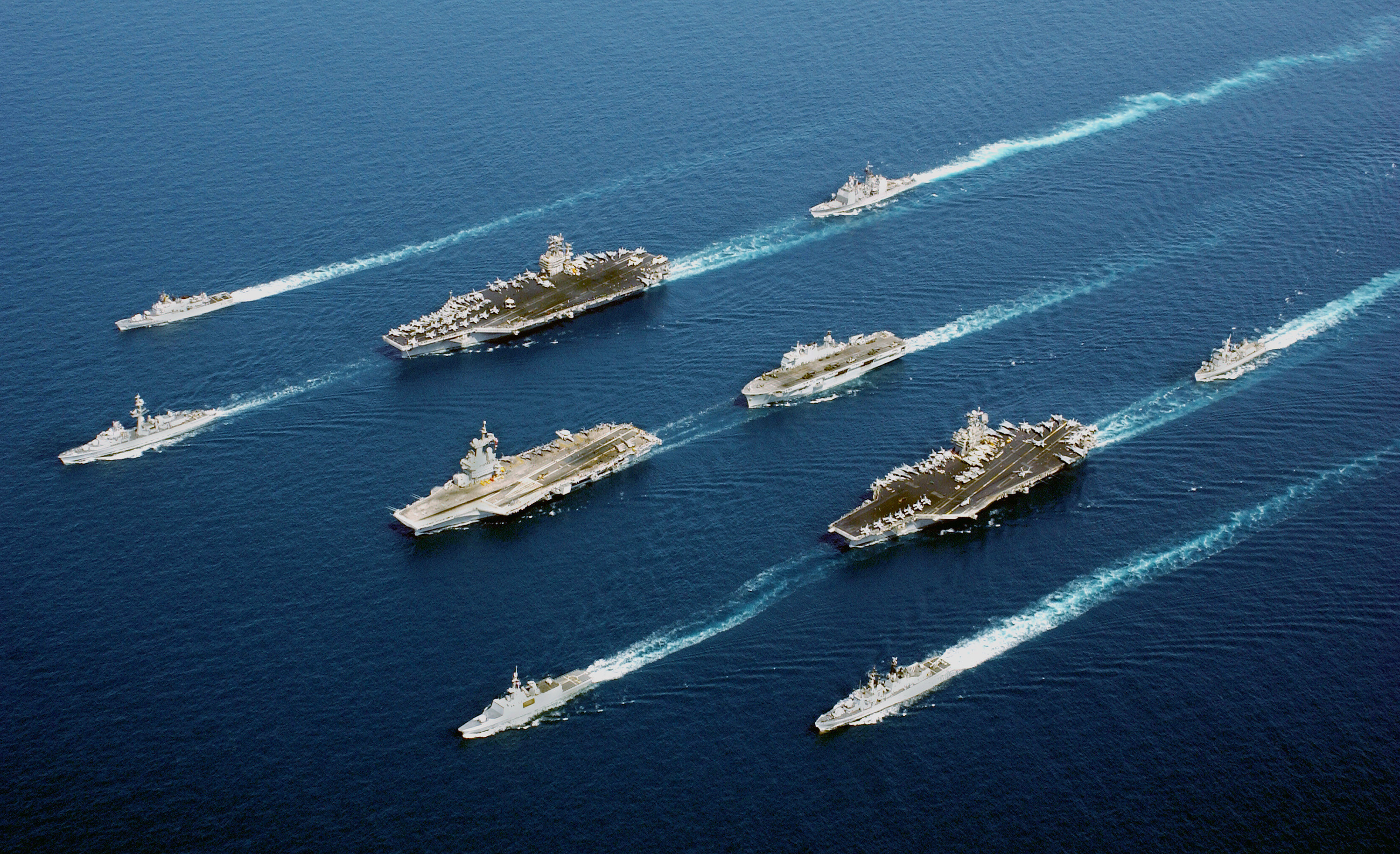
Flotte militaire internationale pendant l'opération Enduring Freedom, avril 2002.

Une autre raison importante pour justifier la colonisation de l'espace est l'effort continu d'augmentation des connaissances et des capacités technologiques de l'humanité qui pourrait avantageusement remplacer des compétitions négatives comme la guerre. La Mars Society déclare par exemple :

« Il faut aller sur Mars, parce qu'il s'agit d'un défi formidable à relever. Les civilisations ont besoin de se mesurer à de tels défis pour se développer. La guerre a longtemps joué ce rôle. Il faut trouver maintenant d'autres motifs de dépassement. »

En effet, le budget spatial est très inférieur à celui de la défense. Par exemple en prenant le cas des États-Unis en 2008, une estimation de 845 milliards de dollars de coûts directs a été faite de la guerre d'Irak. En comparaison, le télescope spatial Hubble a coûté 2 milliards de dollars et le budget annuel de la NASA est de 16 milliards. La priorité accordée à la guerre en Irak est une mauvaise utilisation du budget fédéral d'après le chroniqueur et fondateur de USA Today Allen Neuharth. Les prévisions budgétaires actuelles de la NASA jusqu'à 2020 qui incluent l'exploitation de la SSI et l'installation d'une base sur la Lune ne prévoient pas un passage au-dessus de la barre des 25 milliards de dollars par an.
Le président de la Mars Society Robert Zubrin compare l'importance historique des décisions prises maintenant entre la guerre et la conquête de nouveaux monde à celle prise à l'époque par Isabelle la Catholique et Ferdinand d'Aragon, dont on se souvient pour avoir financé l'expédition de Christophe Colomb, pas pour leur politique de pouvoir.

#### Progrès et nouvelles technologies

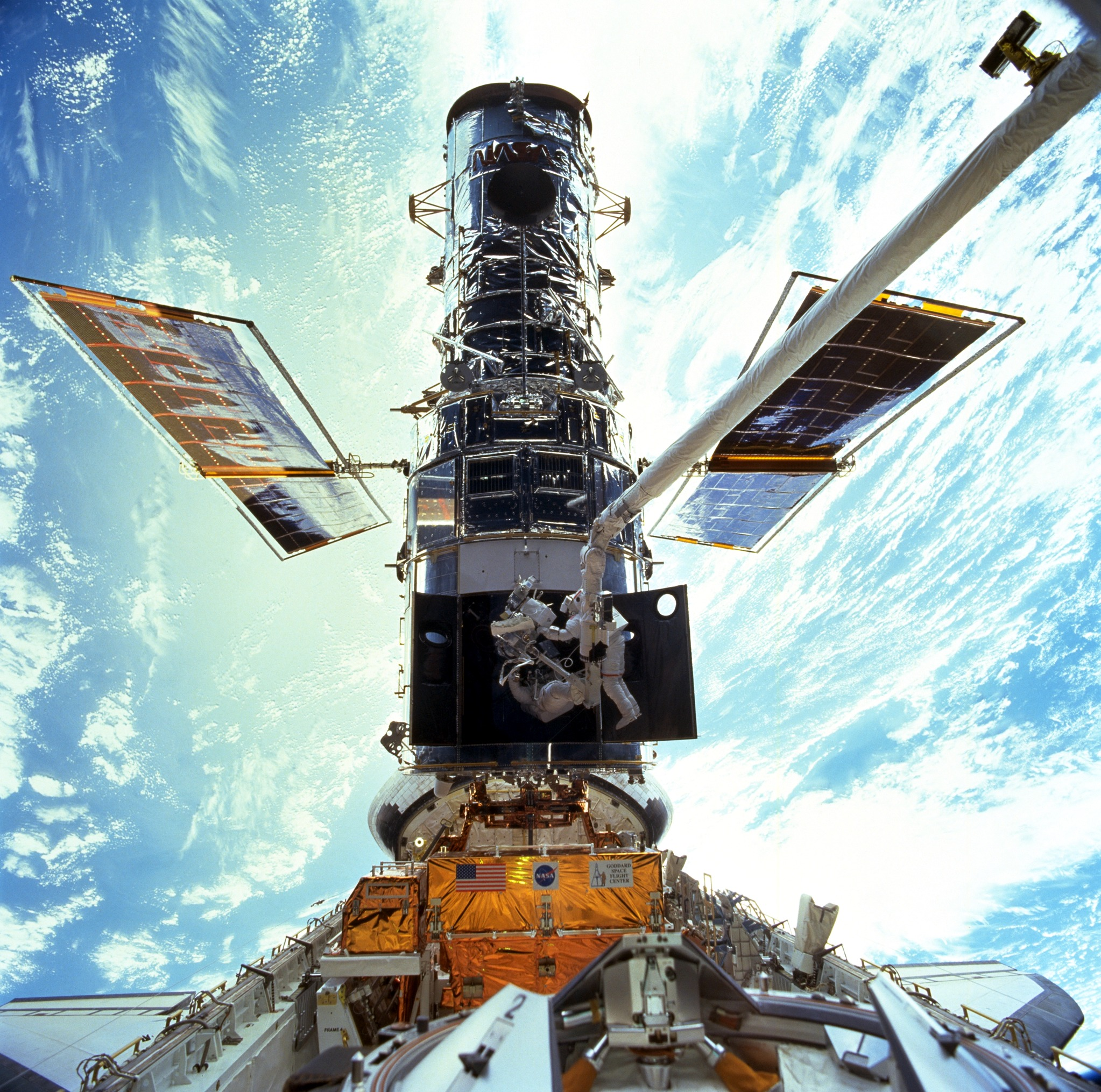
Le télescope spatial Hubble en réparation lors de la mission STS-103.

Les technologies spatiales issues de la conquête de l'espace ont déjà aidé l'humanité en général : satellites de communication, de météorologie et d'observation de la Terre, GPS interviennent dans la vie quotidienne des terriens et de nombreuses technologies sont ensuite utilisées dans des secteurs très variés de l'industrie et du commerce comme pour l'aéronautique, les énergies renouvelables, les plastiques, les céramiques, etc,,. Selon W. H. Siegfried du Boeing Integrated Defense Systems la colonisation de l'espace permettra de multiplier ces effets bénéfiques pour l'économie, la technologie et pour la société tout entière à une échelle encore plus grande.
Coloniser l'espace permettra d'après la NASA de construire et lancer des habitats spatiaux bien plus grands, par exemple avec des matériaux envoyés depuis la Lune ou l'attraction gravitationnelle est six fois moindre que sur la Terre à l'aide de catapultes électromagnétiques, ou selon l'US Air Force des vaisseaux beaucoup plus lourds assemblés sur des docks spatiaux. Des études ont montré que des télescopes ou radiotélescopes géants scrutant tout l'Univers pourraient être assemblés sur la Lune permettant des conditions d'observation bien meilleures que sur la Terre,.

#### Coopération et compréhension planétaire

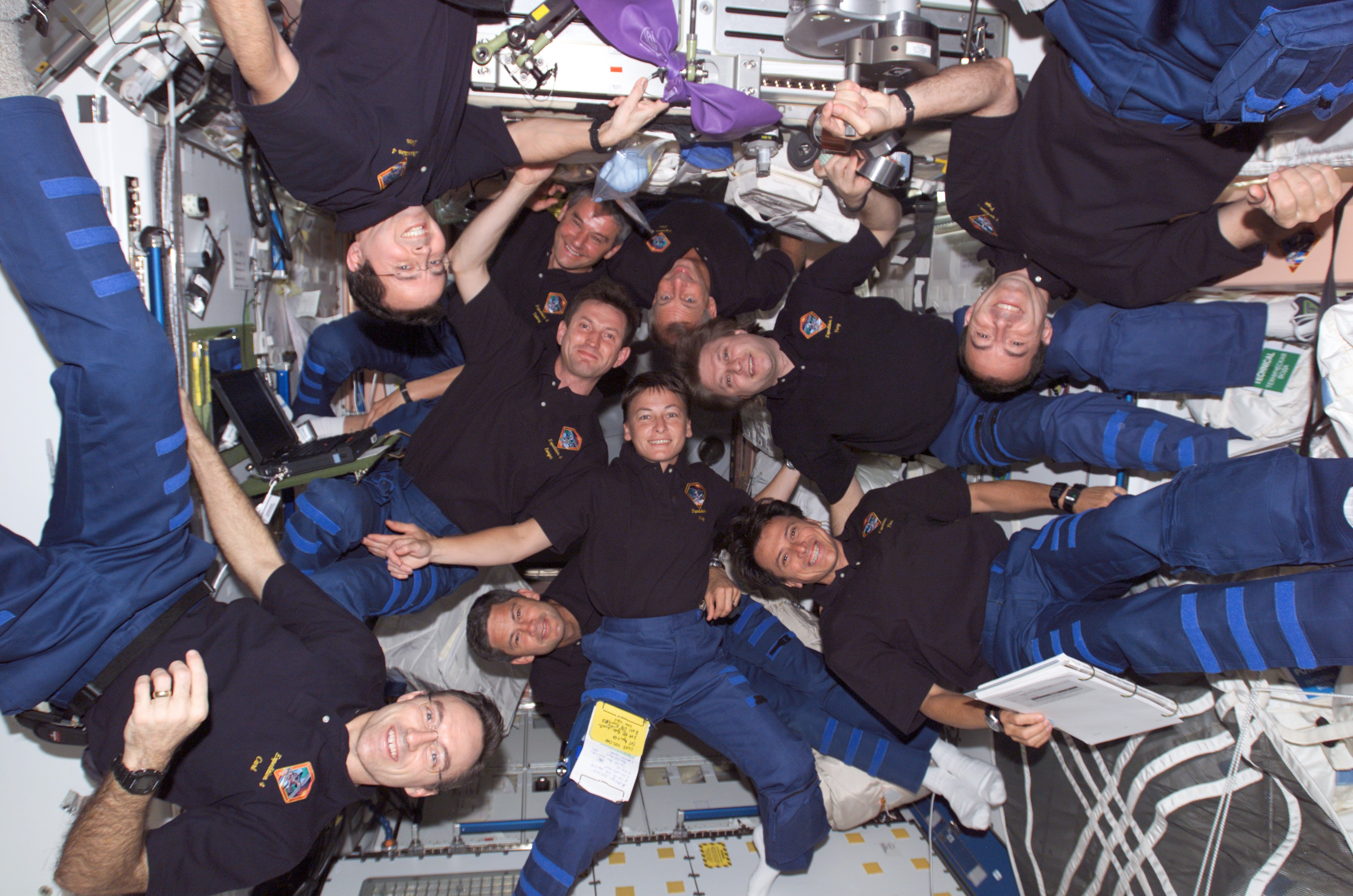
Exemple de coopération internationale nécessaire à la conquête de l'espace : astronautes et scientifiques américains, français et russes lors de la mission STS-111 regroupant l'expédition 4 et l'expédition 5 à bord de l'ISS.

Voir la Terre comme un objet unique et infime à l'échelle cosmique pourra donner un profond sens d'unité et d'humilité à ses habitants, ainsi que la compréhension de la fragilité de la biosphère et de l'immatérialité des frontières comme l'a souligné l'astronome et écrivain Carl Sagan (qui a créé la Planetary Society) dans son livre Un point bleu pâle. En plus de 40 ans de pratique, la collaboration internationale dans l'espace a montré sa valeur comme effort unificateur.
En 2005, le directeur de la NASA Michael Griffin a rejoint l'opinion exprimée par Werner von Braun à l'époque du programme Apollo et a identifié la colonisation de l'espace comme le but des programmes spatiaux actuels en disant :

« ...Le but n'est pas juste une exploration scientifique... C'est aussi étendre l'habitat humain en dehors de la Terre comme nous avançons dans le temps... Au long terme, une espèce située sur une seule planète ne pourra survivre... Si nous humains voulons survivre pour des centaines, des milliers ou des millions d'années, nous devons peupler d'autres planètes. Aujourd'hui la technologie est telle que cela est à peine imaginable. Nous n'en sommes qu'à l'enfance... je veux dire qu'un jour, et je ne sais pas lequel, il y aura plus d'humains qui vivront en dehors de la Terre qu'à sa surface. Nous pourrons aussi bien avoir des gens qui vivent sur les lunes de Jupiter que d'autres planètes. Nous pourrons avoir des gens construisant des habitats sur des astéroïdes... Je sais que les humains coloniseront le Système solaire et un jour iront au-delà. »

### Opposition

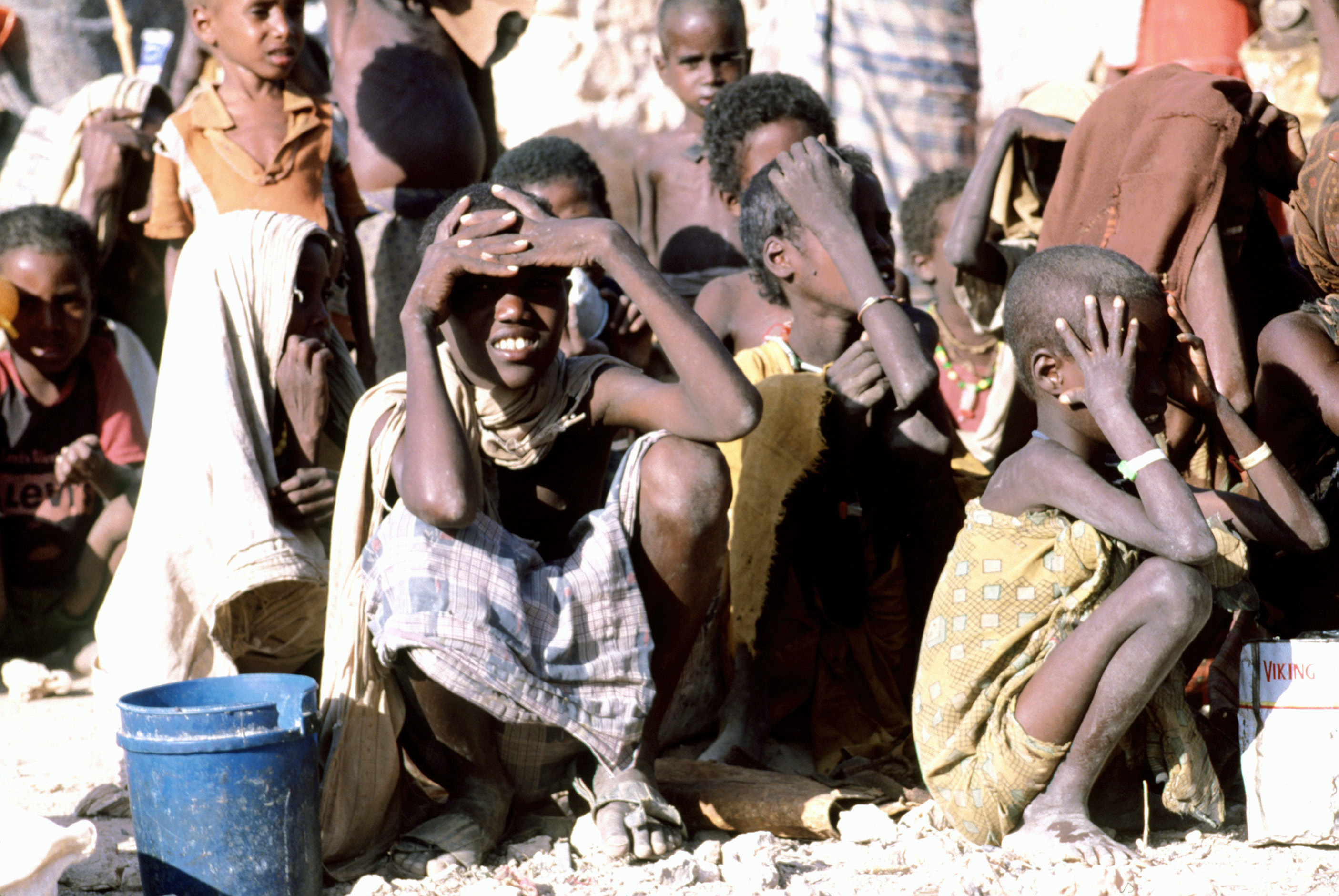
Une des raisons avancées par les opposants à la colonisation de l'espace est qu'avant de coloniser d'autres planètes, il faudrait en priorité résoudre les problèmes urgents qui ont lieu sur la Terre (famine en Somalie, 1992).

#### Coût élevé, technologies spéculatives et faible intérêt
Le docteur Keith Cowan, un scientifique ancien spécialiste de la NASA, pense que la colonisation de l'espace est trop chère et sera un gaspillage de temps, d'argent public et aussi privé servant à financer des programmes ayant des coûts colossaux. La station spatiale internationale par exemple a coûté plus de 100 milliards de dollars sans aucun résultat immédiat et avec un budget qui aurait pu être utilisé pour améliorer les conditions de vie sur Terre ou d'autres programmes spatiaux. Le sénateur américain Bill Nelson, ancien astronaute, pense que les 5 % d'augmentation annuelle du budget de la NASA ne suffiront pas à garantir le programme Vision for Space Exploration du président Bush et ce malgré le fait que les États-Unis dépensent plus pour la recherche spatiale que tous les autres pays du monde réunis. 55 % de l'opinion publique américaine d'après un sondage de 2004 préfèrerait que le budget de l'État soit dépensé pour l'éducation ou la santé plutôt que ce nouveau programme.
Pour André Lebeau, ancien directeur du CNES et directeur des programmes de l'ESA, les activités commerciales liées à la colonisation de l'espace restent limitées, concentrées sur des niches assez fragiles. De plus, les technologies nécessaires sont extrêmement complexes, voire spéculatives, et rien ne garantit qu'elles fonctionneraient de façon satisfaisante et rentable. Il souligne également que de nombreux lieux habitables sur Terre ne sont pas utilisés (les trois quarts des terres émergées sont quasiment inhabitées, sans oublier le vaste milieu sous-marin et souterrain), que de nombreuses ressources restent inexploitées (combustibles fossiles, uranium, minerais... et autres ressources du sous-sol à des profondeurs encore inexplorées ou en climat hostile ; potentiel solaire des déserts (arides comme glacés) et potentiel éolien des espaces maritimes et montagnards ; hydrogène abondant mais mal maîtrisé...) et que le faire serait a priori bien plus facile que de coloniser l'espace.
Pour d'autres, les avancées technologiques liées à la conquête spatiale paraissent être seulement des technologies ne profitant qu'aux pays les plus développés et aux intérêts économiques les plus influents. Pour le prix Nobel de physique Richard Feynman, la conquête de l'espace n'a apporté aucun progrès scientifique majeur.

#### Présence robotique plus rentable que la présence humaine
Les progrès de la robotique et de l’intelligence artificielle rendent pour le physicien Lawrence M. Krauss la présence humaine dans l’espace totalement inutile, au moins dans le futur proche. En effet, depuis le dernier voyage d’Apollo sur la Lune (Apollo 17, 1972), toute l’exploration spatiale au-delà de l'orbite terrestre est menée par des sondes téléguidées avec une dose croissante d’autonomie. Installer des colonies humaines ne ferait que retirer des financements à des projets scientifiques automatisés plus rentables. Dans un entretien au magazine La Recherche, Jacques Blamont, qui fut l'un des créateurs de l'ESA, va jusqu'à dire que si « le programme scientifique [de l'ESA] est sain, l'homme dans l'espace est sans avenir ». Jacques Blamont ajoute que : « l'exploration du Système solaire doit se poursuivre au moyen de véhicules automatiques. » C'est également l'avis du professeur Alex Roland, spécialisé dans l'histoire de la NASA.
Il est donc plus probable que si les ressources extraterrestres du Système solaire sont un jour exploitées, ce ne sera majoritairement que par l'intermédiaire de machines téléguidées et préprogrammées, éventuellement supervisées par des équipes humaines réduites. Compte tenu de l'étendue du potentiel terrestre encore inexploré, la colonisation sérieuse de l'espace à visée de peuplement ne devrait donc vraisemblablement pas dépasser l'orbite basse de la Terre avant longtemps.

#### Risque de contamination
Dans l'hypothèse qu'une vie extra-terrestre existe, le risque de contamination et d'écocide d'une autre planète par l'installation d'habitat humain a été soulevé. Dans le cas de la planète Mars, Robert Zubrin considère que, même si la vie qui pourrait être découverte sur Mars sous forme de bactéries est complètement différente, le fait de renoncer à la colonisation ou la terraformation pour la protéger serait une assertion esthétique mais pas éthique qui doit se cantonner à ce qui est bon pour l'espèce humaine. Pour lui, trouver de la vie sur Mars montrerait que l'apparition de la vie est un événement courant dans l'univers, et donc que cette vie n'aurait alors qu'un intérêt scientifique. Une « rétrocontamination » de la Terre par des bactéries extraterrestres est également envisageable.

## Colonisation de l'espace par des civilisations extraterrestres

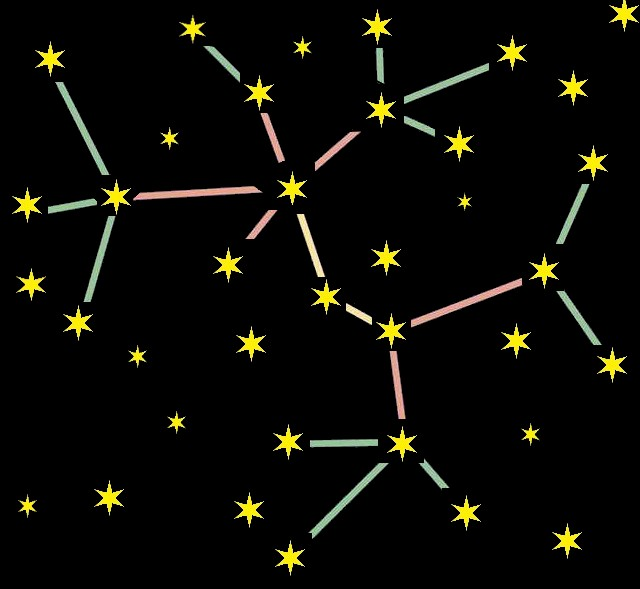
Représentation du modèle corallien de colonisation de quelques étoiles.

Dans l'hypothèse que la vie se soit développée ailleurs dans l'univers et que des civilisations extraterrestres existent et aient atteint un niveau technologique suffisant, elles pourraient s'être livré à une colonisation d'autres systèmes stellaires. Le paradoxe de Fermi, émis par le physicien du même nom, est basé sur le fait que si de telles civilisations existaient et avaient colonisé la Galaxie, l'humanité aurait détecté ses traces par le biais des ondes radios, ou bien que ces extraterrestres auraient déjà visité la Terre. Le modèle corallien de colonisation galactique élaboré par Jeffrey O. Bennett et G. Seth Shostak décrit la répartition possible de civilisations qui ont colonisé des systèmes stellaires dans la galaxie. L'astronome Claudio Maccone a calculé en l'utilisant qu'il faudrait une période de deux millions d'années pour que l'humanité se répande dans toute la Galaxie, à raison d'un voyage affichant 1 % de la vitesse de la lumière, et compte tenu d'un temps colonisation des planètes habitables de 1 000 ans. Compte tenu de l'âge de l'univers, Maccone pense que le paradoxe de Fermi est donc résolu.
De nombreuses hypothèses ont été émises pour répondre à ce paradoxe, depuis l'hypothèse de la Terre rare, qui postule que la vie existe seulement sur Terre, à l'hypothèse du zoo pour qui des civilisations extraterrestres d'une Voie lactée déjà en grande partie colonisée observeraient la Terre et l'humanité à distance, sans essayer d'interagir, à la façon de chercheurs qui observeraient des animaux primitifs à distance, évitant d'entrer en contact afin de ne pas les perturber.

## Influence de la science-fiction

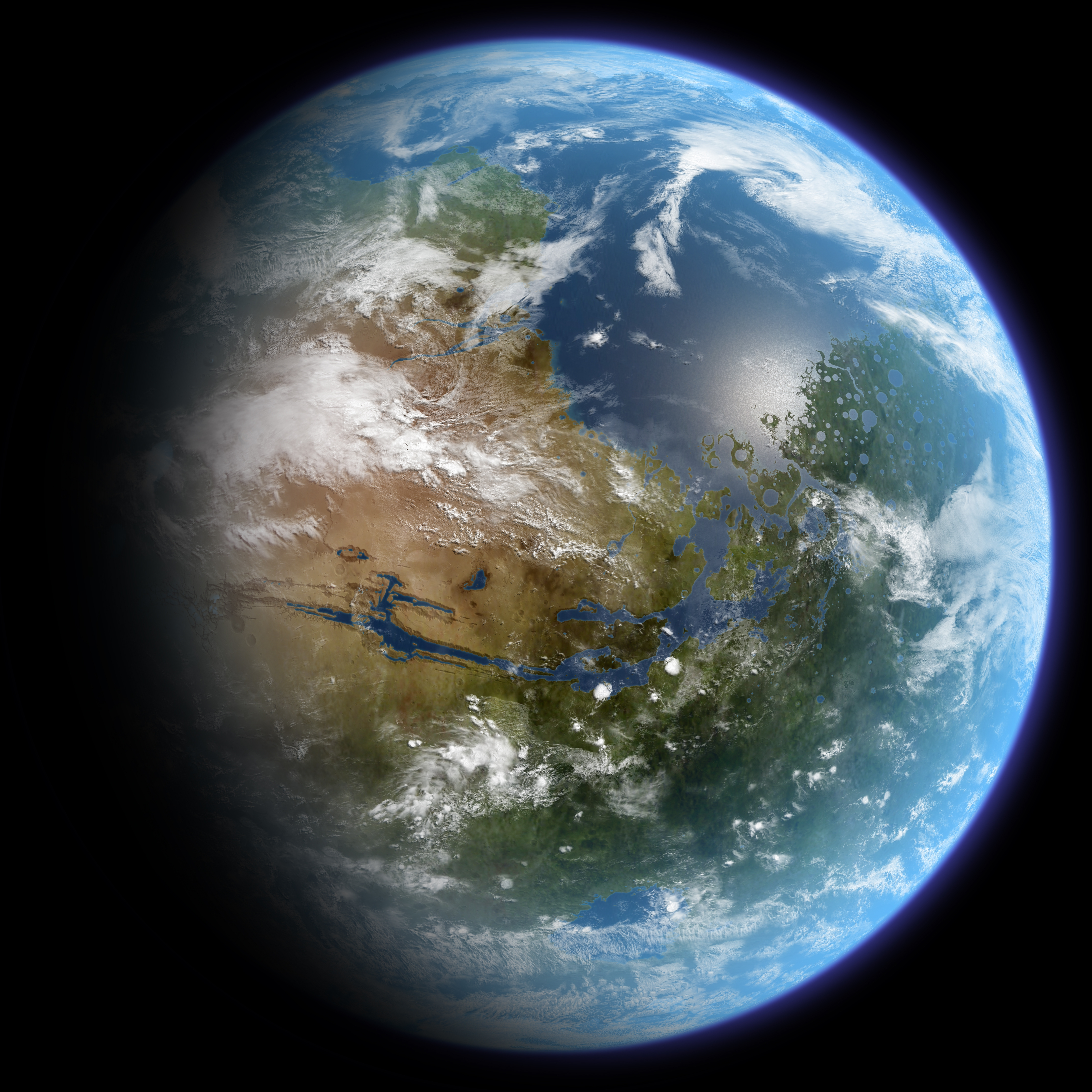
Une vision d'artiste de Mars terraformé centré sur Valles Marineris. Tharsis est visible sur le côté gauche. Cette transformation a été imaginée dans la Trilogie de Mars de l'auteur de science-fiction Kim Stanley Robinson mais aussi étudiés par des scientifiques dont Robert Zubrin. Robinson et Zubrin sont tous deux membres de la Mars Society.

Si la colonisation de l'espace est un thème classique de science-fiction, une histoire du concept par la NASA et par Robert Salkeld met en avant le rôle des précurseurs de la science fiction au côté des fondateurs de l'astronautique, où par exemple Jules Verne côtoie Constantin Tsiolkovski.
En effet, la colonisation comme thème de fiction et la colonisation comme projet de recherche ne sont pas indépendants. La recherche nourrit la fiction et la fiction inspire parfois la recherche. Le projet ITSF (Innovations technologiques de la science-fiction pour des applications spatiales), soutenu par l'ESA, est un exemple de cette fertilisation croisée.
L'auteur de science-fiction Norman Spinrad met en avant le rôle de la science-fiction comme force visionnaire ayant engendré la conquête de l'espace, expression trahissant selon lui ses tendances impérialistes, et la colonisation de l'espace. Il montre également que le politologue et écrivain de science-fiction Jerry Pournelle en voulant relancer la conquête de l'espace dans ce but au début des années 1980, lance en fait le projet d'initiative de défense stratégique de l'administration Reagan, ce qui pour lui est un échec, car au lieu que le programme militaire ne relance le programme spatial, c'est l'opposé qui se produit, les 40 milliards de dollars de coût du programme sont en fait enlevés à la construction d'une base sur la Lune.
L'un des grands noms de la science-fiction, Arthur C. Clarke, un fervent partisan des idées Marshall Savage, a annoncé dans un article de prospective en 2001, la date figurant dans un de ses titres les plus célèbres, qu'il y aurait en 2057 des humains sur la Lune, Mars, Europe, Ganymède, Titan et en orbite autour de Vénus, Neptune et Pluton.

#### Histoire
- Histoire du vol spatial
- Militarisation de l'espace (Force spatiale)

#### Droit international
- Droit de l'espace (Traité de l'espace)